# エルトヴィレ・アム・ライン

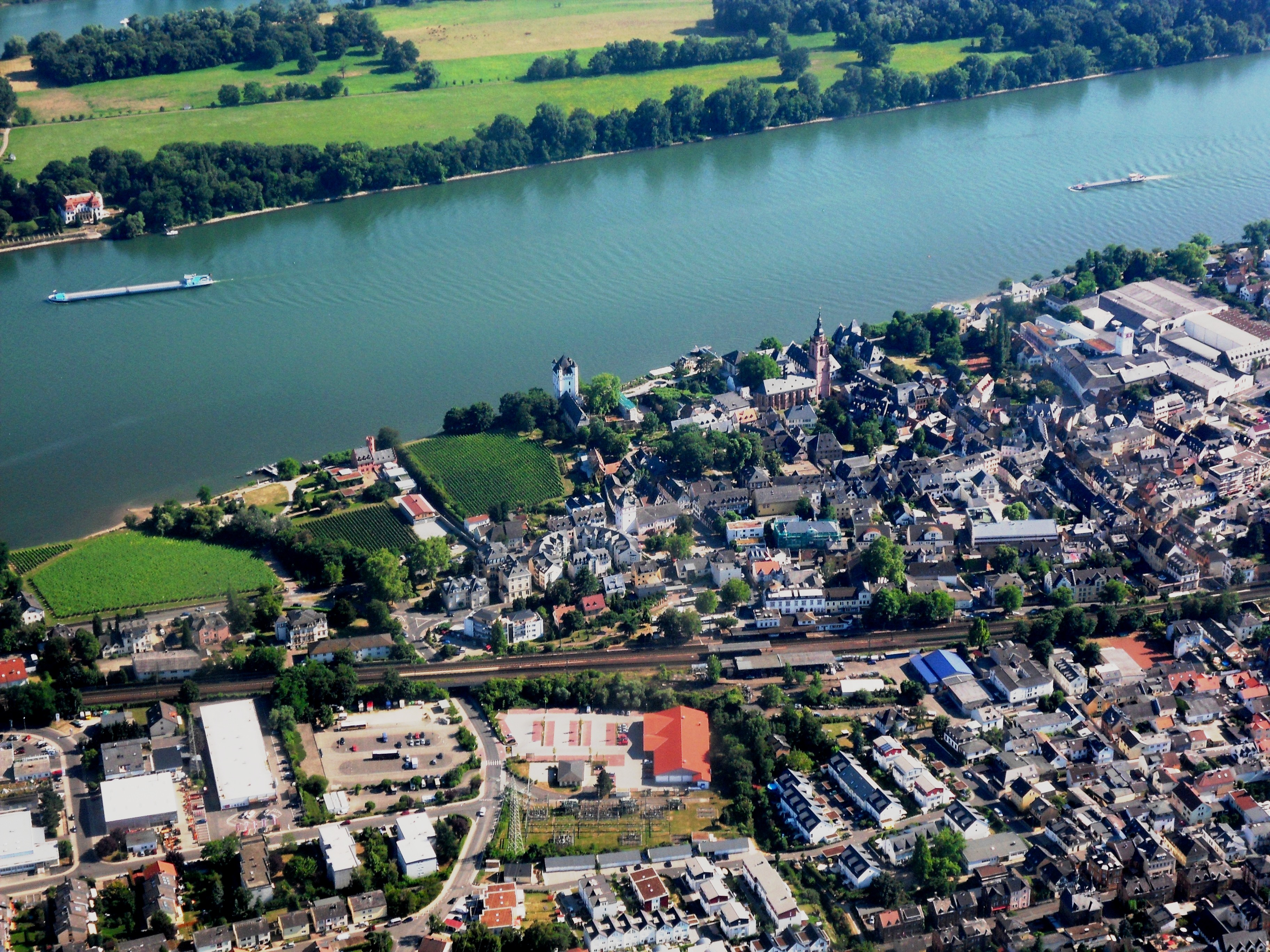
エルトヴィレ旧市街（2010年）

エルトヴィレ・アム・ライン (ドイツ語: Eltville am Rhein, ドイツ語発音: [ɛltˈvɪlə] または [ˈɛltvɪlə]) は、ドイツ連邦共和国ヘッセン州ダルムシュタット行政管区のラインガウ＝タウヌス郡の最も大きな市である。地名は、ラテン語で「高い場所にある街」を意味する Alta Villa に由来し、Eldeville, Elfeld などを経て、Eltville と表記されるようになった。
この街は、ラインガウ・ワイン生産地区に位置しており、「ワインと、スパークリングワインとバラの街」と呼ばれていた。さらに2006年からは「グーテンベルク都市」、2020年からは「持続可能性の街」の称号を得ており、ドイツで最も称号の多い都市となっている。

## 地理

### 位置
エルトヴィレは、タウヌス山地南西部の南斜面に位置し、東北東から西南西方向に流れるジュルツバッハ川とキートリッヒャー・バッハ川がライン川に注ぐ河口に位置している。

### 隣接する市町村
エルトヴィレは、北はシュランゲンバートおよびキートリヒ、東は郡独立市ヴィースバーデンおよびヴァルフ、南はライン川を隔ててブーデンハイムおよびインゲルハイム・アム・ライン（ともにラインラント＝プファルツ州マインツ＝ビンゲン郡）、西はエストリヒ＝ヴィンケルと境を接している。

### 市の構成
エルトヴィレの市域は、5つのオルツベツィルク（地区）に分けられる。それぞれのオルツベツィルクは、オルツフォアシュテーアー（地区代表）とオルツバイラート（地区委員会）を有している。中核市区エルトヴィレも1つのベツィルクであり、他は1972年から1977年に合併した旧町村がこれを構成している。
- エアバッハ（アイヒベルク小地区を含む）
- ハッテンハイム（クロスター・エーバーバッハ小地区を含む）
- マルティンスタール
- ラウエンタール

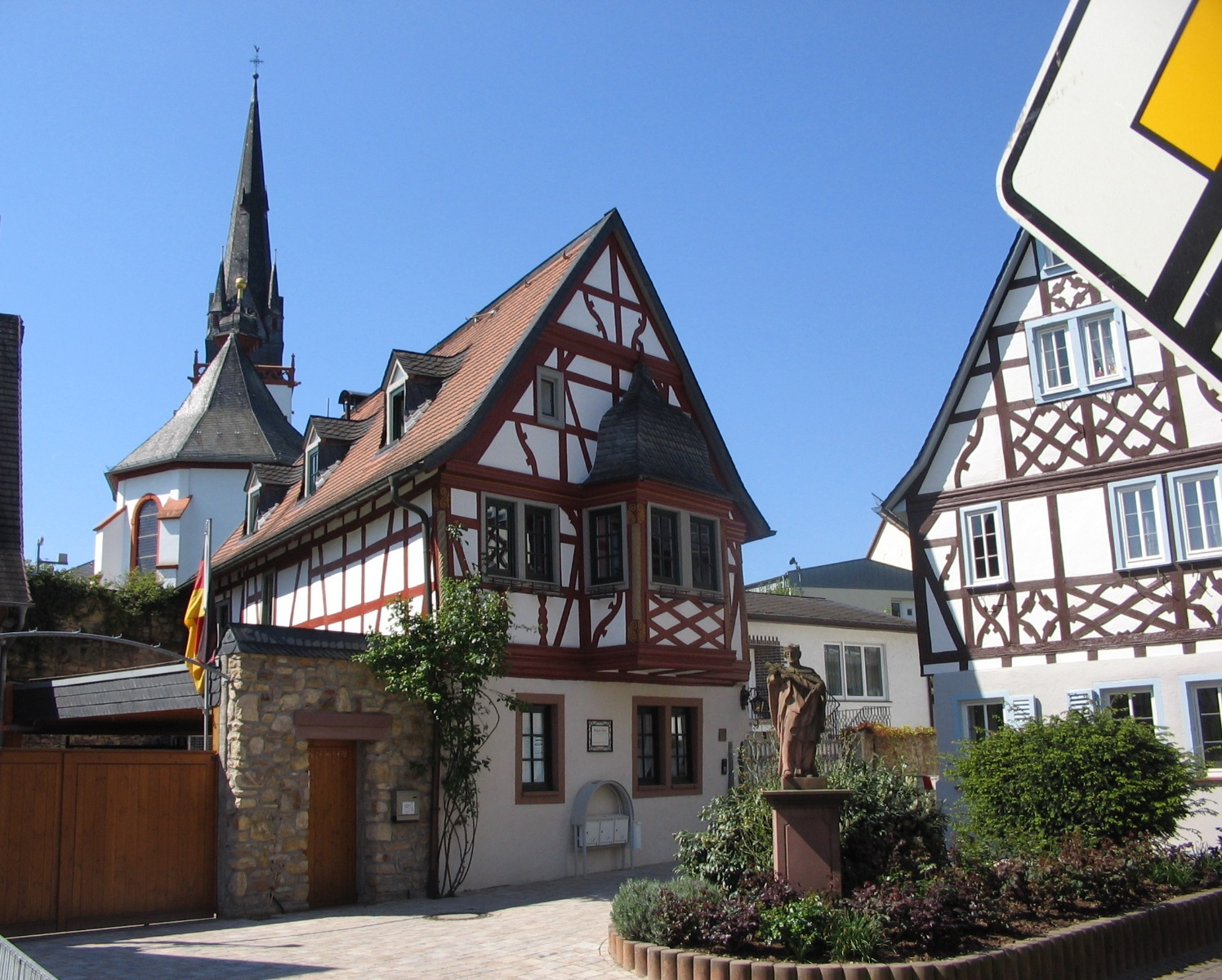
エアバッハ市区中心部
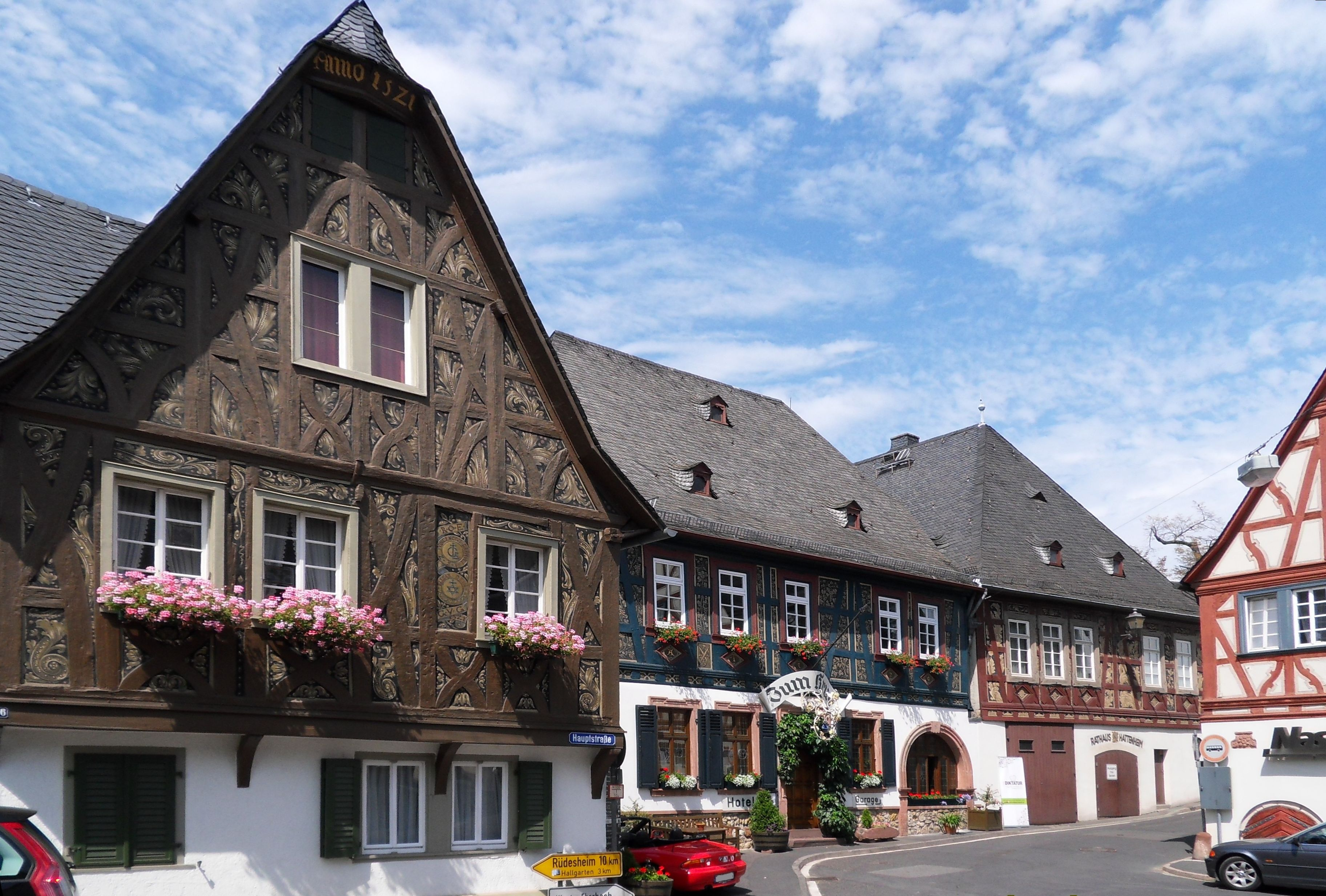
ハッテンハイム市区中心部
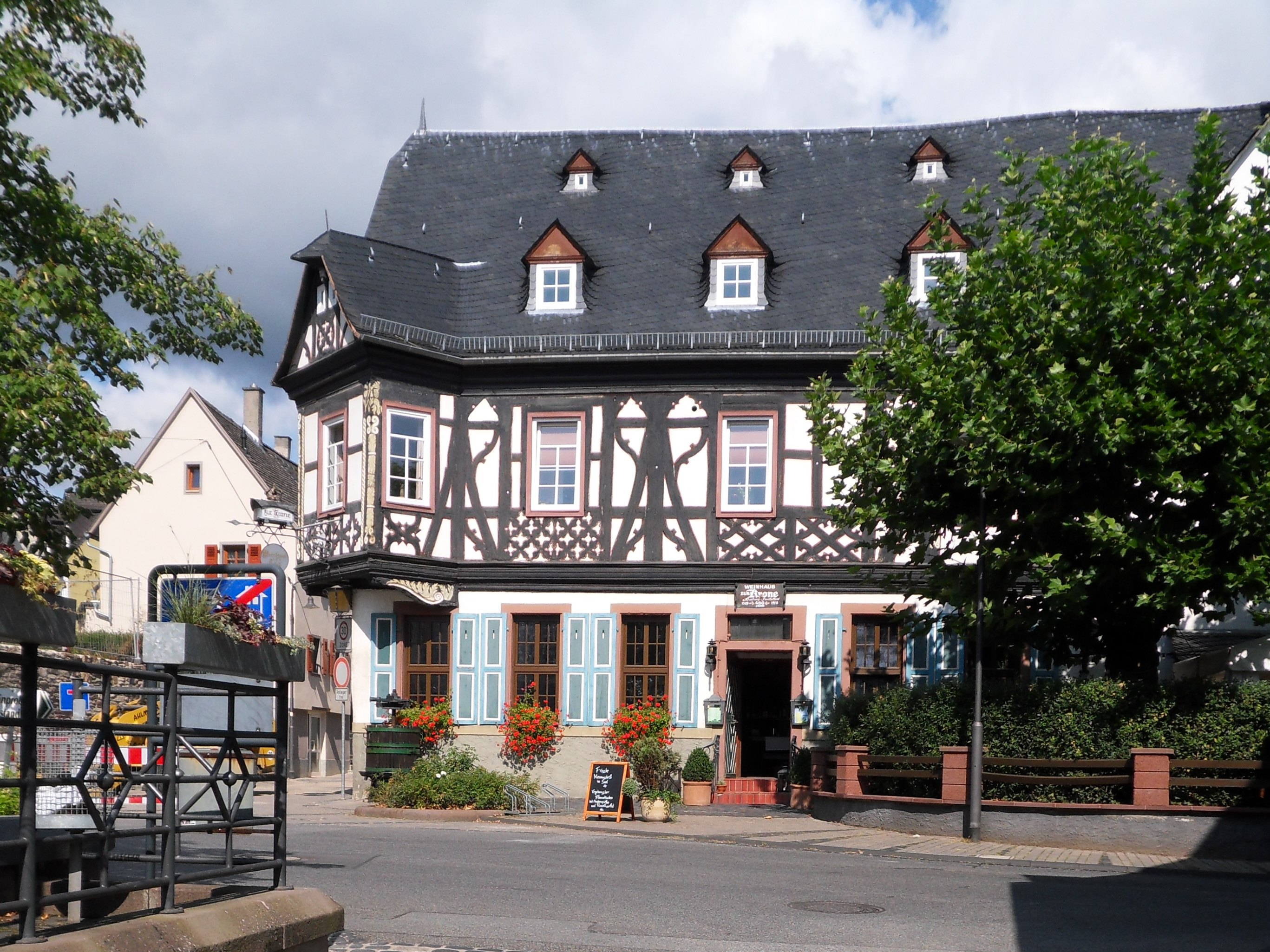
マルティンスタール市区中心部
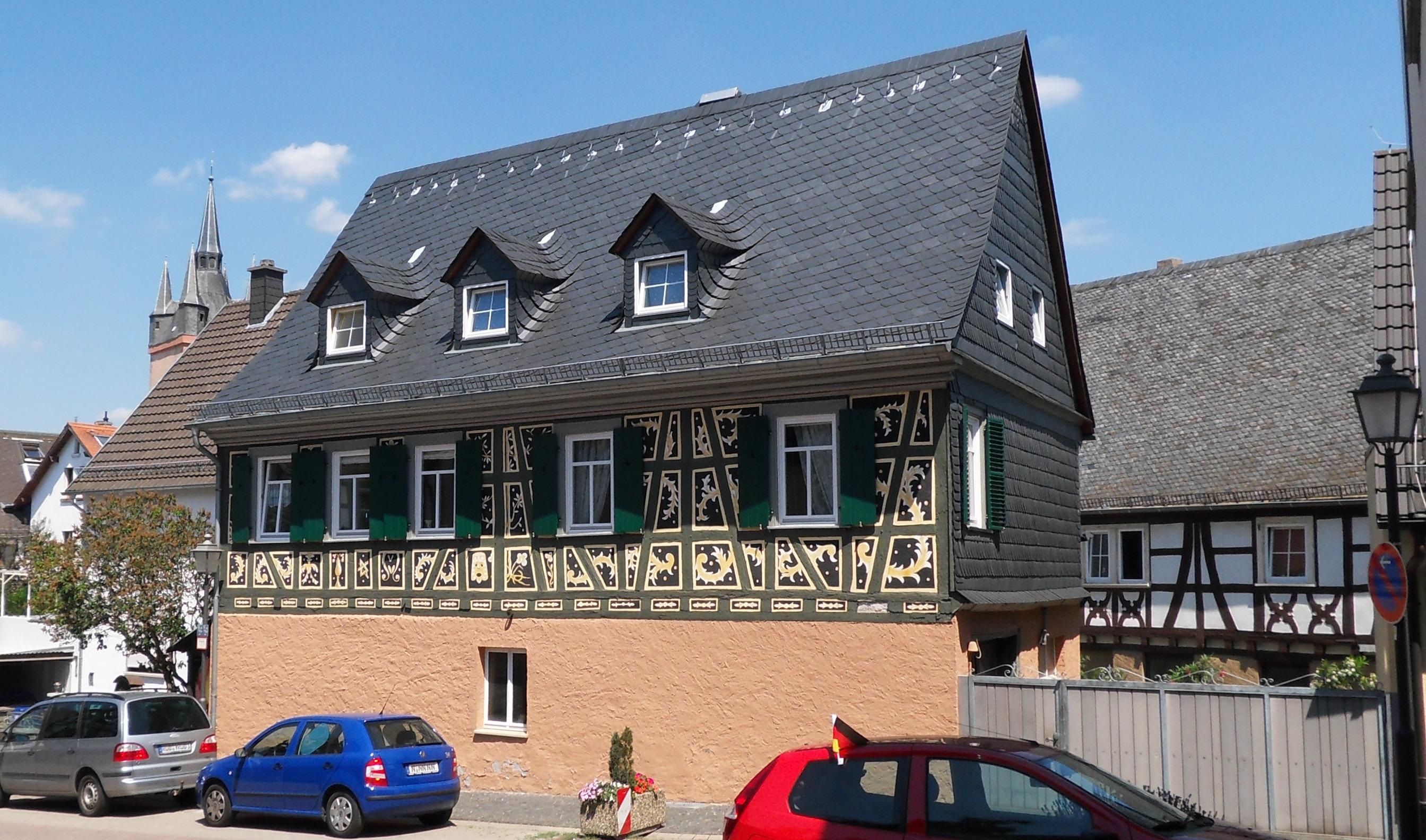
ラウエンタール市区中心部

## 歴史

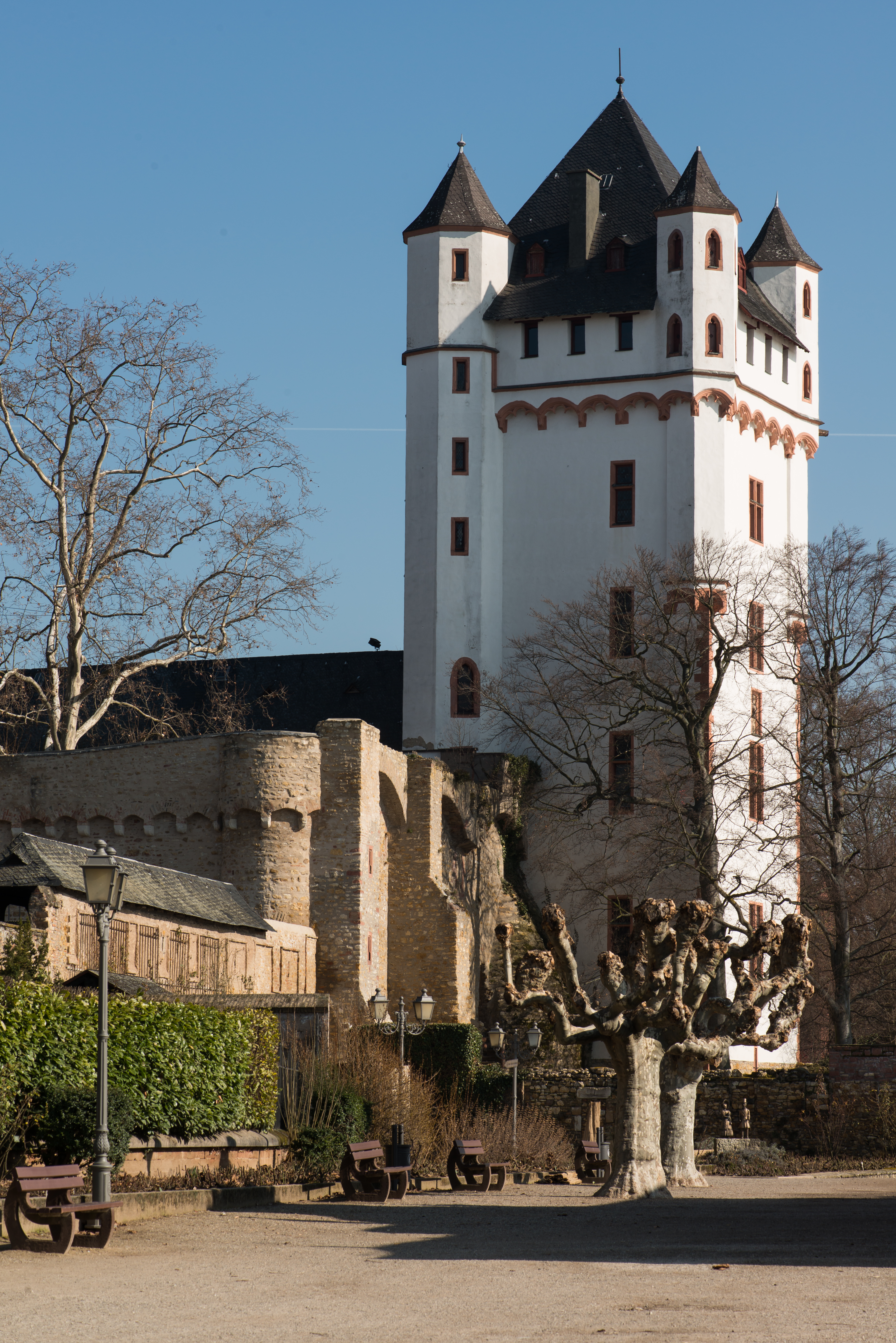
大司教の城（エルトヴィレ城）

市域内の最も古い定住の痕跡は新石器時代にまで遡る。ローマ時代の別荘の遺跡が遺されている。ホーフ・ドライスの西にある、4世紀末からのエルトヴィレのフランク人墓地は、永続的な集落があったことを示している。フランクの王領が現在の街の発展の礎となった。最初の文献記録は Altavilla という表記で、1051年に亡くなったマインツ大司教バルドの伝記 "Vita Bardonis" に記されている。この時代には王領はマインツ大司教領となっていた。教区教会はおそらく、937年から954年のフリードリヒ大司教によって建設された。
1313年にはすでにこの村は壁で護られていた。1329年に大司教の城塞（エルトヴィレ城）の建築と市壁の建築が始まった。1332年8月23日に皇帝ルートヴィヒ4世は、トリーア大司教でマインツ大司教区の代表代理を務めていたバルドゥインの要請により、エルトヴィレに都市権を授けた。1347年に「選帝侯の城」が完成した後エルトヴィレは1480年までマインツ大司教の宮廷所在地となった。これによりエルトヴィレは教皇と皇帝との間の大司教任命を巡る確執の現場となった。この紛争はマインツ司教のフェーデでピークに達した。選帝侯の宮廷が撤退した後、エルトヴィレは単なるラインガウの中心地となった。

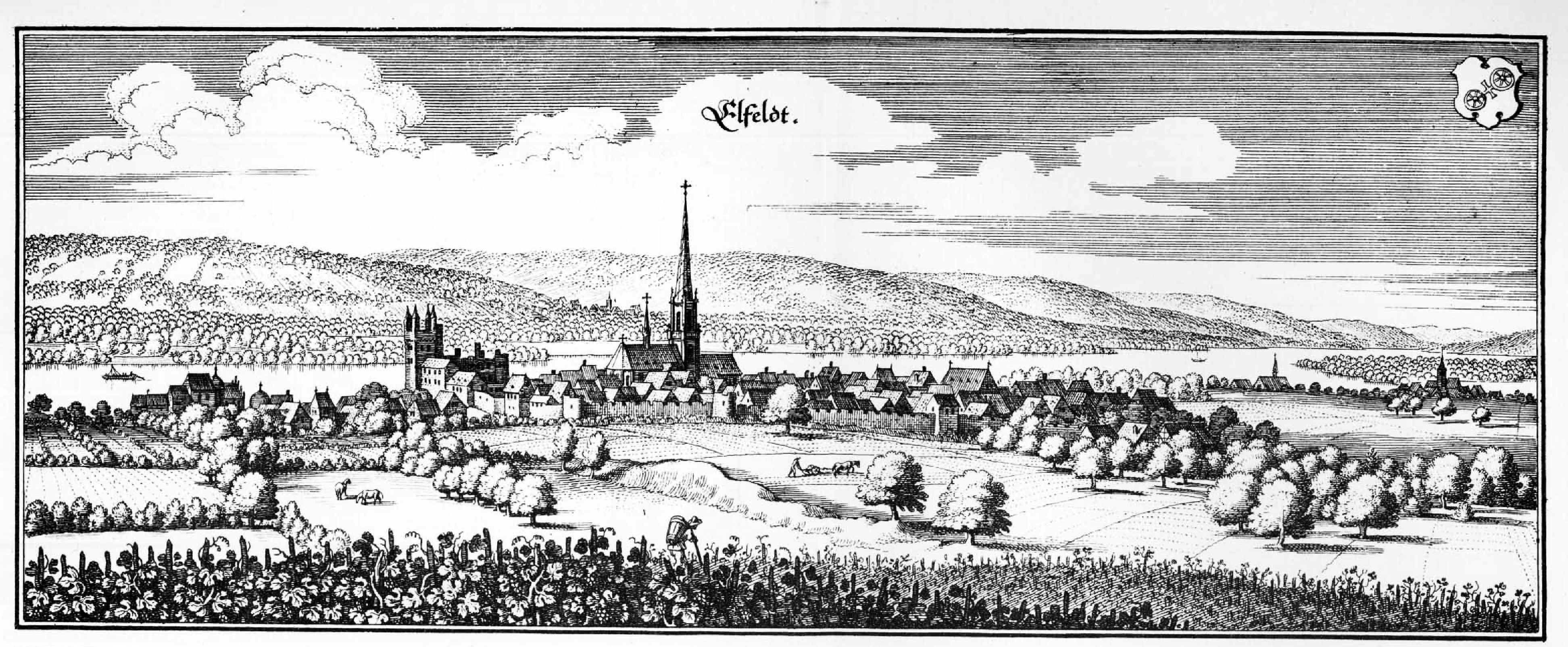
1646年に出版されたマテウス・メーリアンの銅版画に描かれたエルトヴィレ

この街には、いくつかの歴史的な貴族の館が存在している。たとえば、ラングヴェルト・フォン・ジンメルン男爵のシュトックハイマー・ホーフ（現在はブドウ園ラングヴェルト・フォン・ジンメルンの本部となっている）、エルツ伯のクラース城やエルツァー・ホーフがそれである。選帝侯の城は、三十年戦争中の1635年にスウェーデン軍によって居住塔だけを残して破壊された。
1948年5月8日、エルトヴィレの消防団責任者はナッサウ消防連盟の第二次世界大戦後初の連盟集会に参加した。この集会には679名の代表者が参加した。

### 歴史的な地名表記
この街は歴史上、以下のように表記された。
- Altavilla (1060年 – 1084年)
- Eltivile (1148年)
- Altevile (1151年)
- Eltevil (1350年)
- Ellfeld (15世紀)
- Eltville (1812年)

## 住民

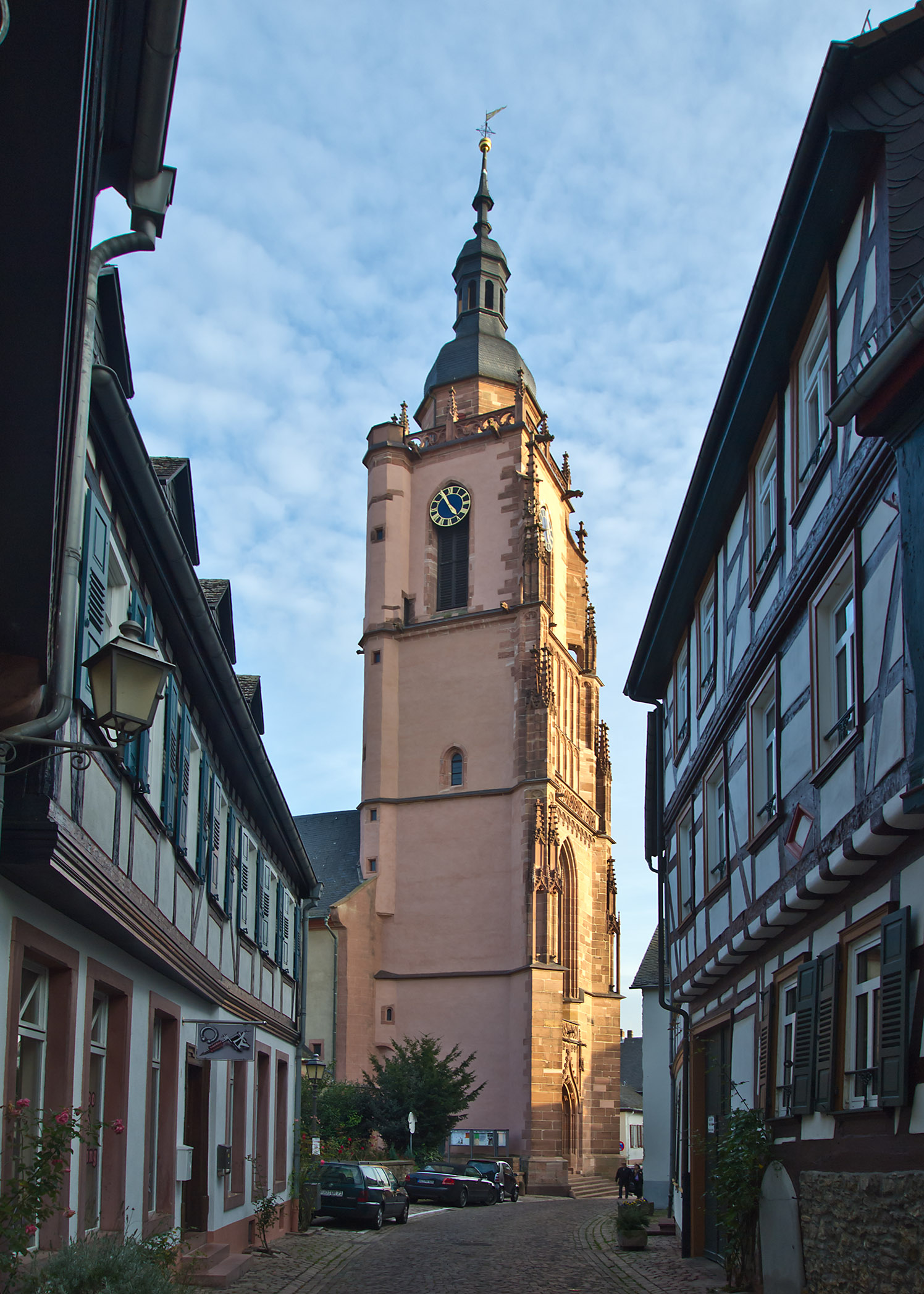
エルトヴィレ旧市街の聖ペーター・ウント・パウル教会

### 宗教
エルトヴィレの5つの市区にはそれぞれ1つずつカトリック教会が存在する。これらは、ラウエンタール＝マルティンスタール＝ニーダーヴァルフ＝オーバーヴァルフ＝キートリヒ＝エルトヴィレ＝エアバッハ＝ハッテンハイム＝ハルガルテン＝エストリヒ＝ミッテルハイムおよびヴィンケル司牧地域として統合されている。
本市の福音主義キリスト教徒は、3つの教会に分けられる。エルトヴィレとエアバッハの信者は、トリアンゲリス・エルトヴィレ＝エアバッハ＝キートリヒ教会に属す。この教会は、プロイセン王子アルブレヒトの妃マリアンネから1861年に寄進された教会堂ヨハネス教会を有している。これはオーバー・ラインガウで最も古い教会堂である。ハッテンハイムの福音主義信者は、エストリヒ＝ヴィンケル福音主義教会に属す。マリンスタールとラウエンタールの信者はヴァルフ、マルティンスタール、ラウエンタール福音主義救世主教会に属す。
エルトヴィレでは14世紀から、時々中断を挟みながらも、ユダヤ住民の存在が証明されている。近代的なユダヤ教組織の成立は、1787年のシナゴーグ規則の中に表れている。エルトヴィレのシナゴーグは1831年に完成した。シナゴーグの内部は「水晶の夜」によって破壊された。ユダヤ教会はナチ時代の1938年まで存続していた。エルトヴィレ中核市区の市立墓地近くにある1896/97年のエルトヴィレ・ユダヤ人墓地は今も存在している。

## 行政

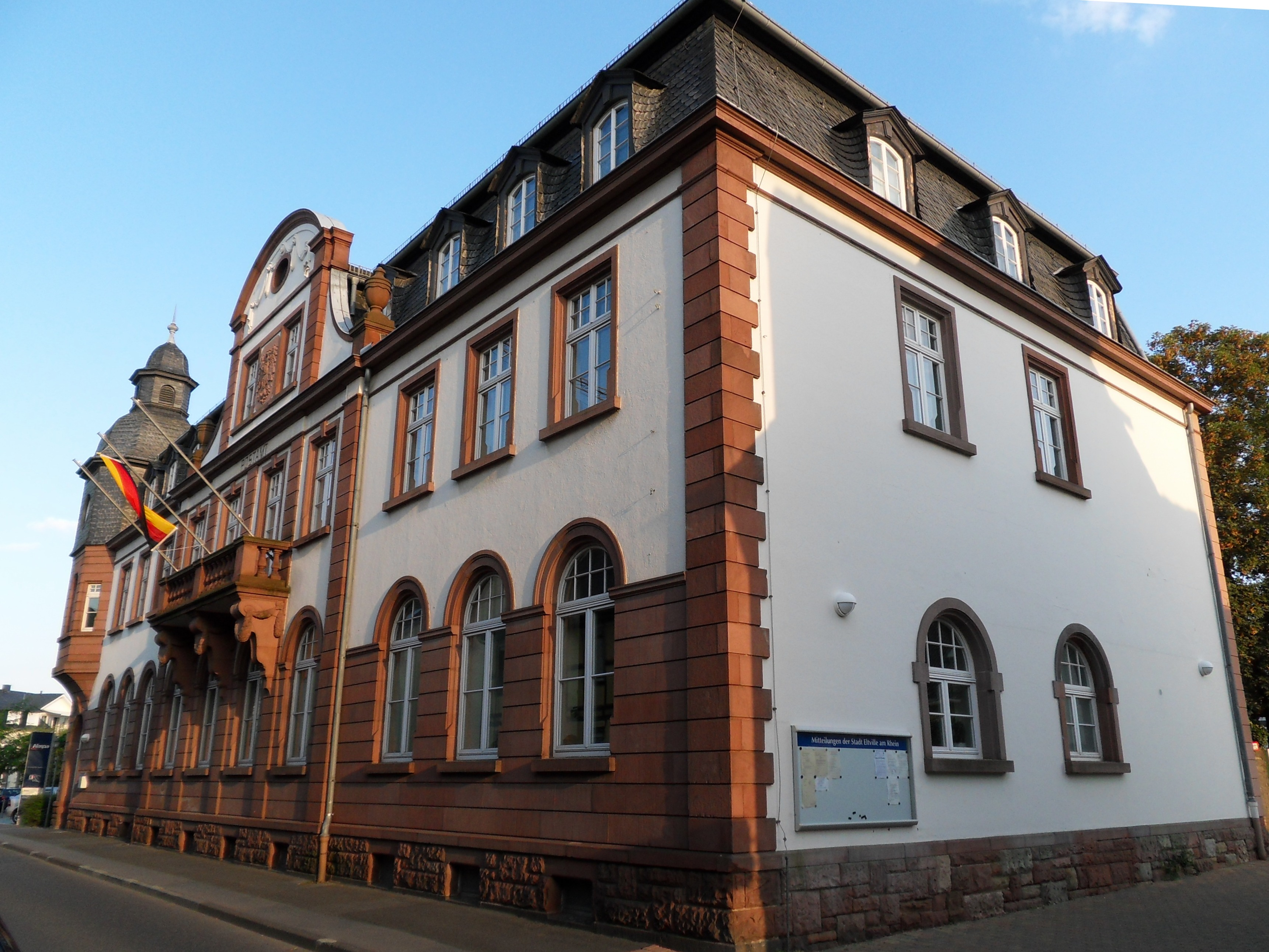
エルトヴィレ・アム・ラインの市庁舎（旧郵便局）

### 議会
エルトヴィレ・アム・ラインの市議会は37議席で構成される。

### 首長
ヘッセン州の自治体法によれば、市長は、エルトヴィレの場合市長の他に12人の市議会議員で構成されるマギストラート（市政委員会）の議長を務める。市長のパトリック・クンケル (CDU) は、2006年9月1日の市長選挙で当選した。2006年4月9日の決選投票で 54.0 % の支持票を得ての当選であった。この選挙の投票率は 46.2 % であった。彼は1994年に直接選挙で選ばれた初の市長であったベルンハルト・ホフマンの後任として市長に就任した。これ以降彼は、2回再選されている。2012年4月22日の選挙での得票率は 64.8 %、2018年3月4日のそれは 66 % であった。
第二次世界大戦後の首長を列記する。
- 1945年: ヤーコプ・エスケルント（委託）
- 1945年: ヨハネス・メルケル（委託）
- 1946年 - 1952年: エトムント・プニシェク
- 1952年 - 1958年: ハンス・ベルトラム
- 1958年 - 1988年: ヨーゼフ・ヘルツァー (CDU)
- 1988年 - 1994年: ベルント・カウフ (CDU)
- 1994年 - 2006年: ベルンハルト・ホフマン (CDU)
- 2006年 - : パトリック・クンケル (CDU)

### 姉妹都市
エルトヴィレ・アム・ライン市は以下の都市と姉妹都市関係にある。
- モントリシャール（フランス、ロワール＝エ＝シェール県）
- アルザン（フランス語版、英語版）（フランス、オード県）ハッテンハイム市区との姉妹都市関係
- パッシニャーノ・スル・トラジメーノ（イタリア、ウンブリア州）

## 文化と見所

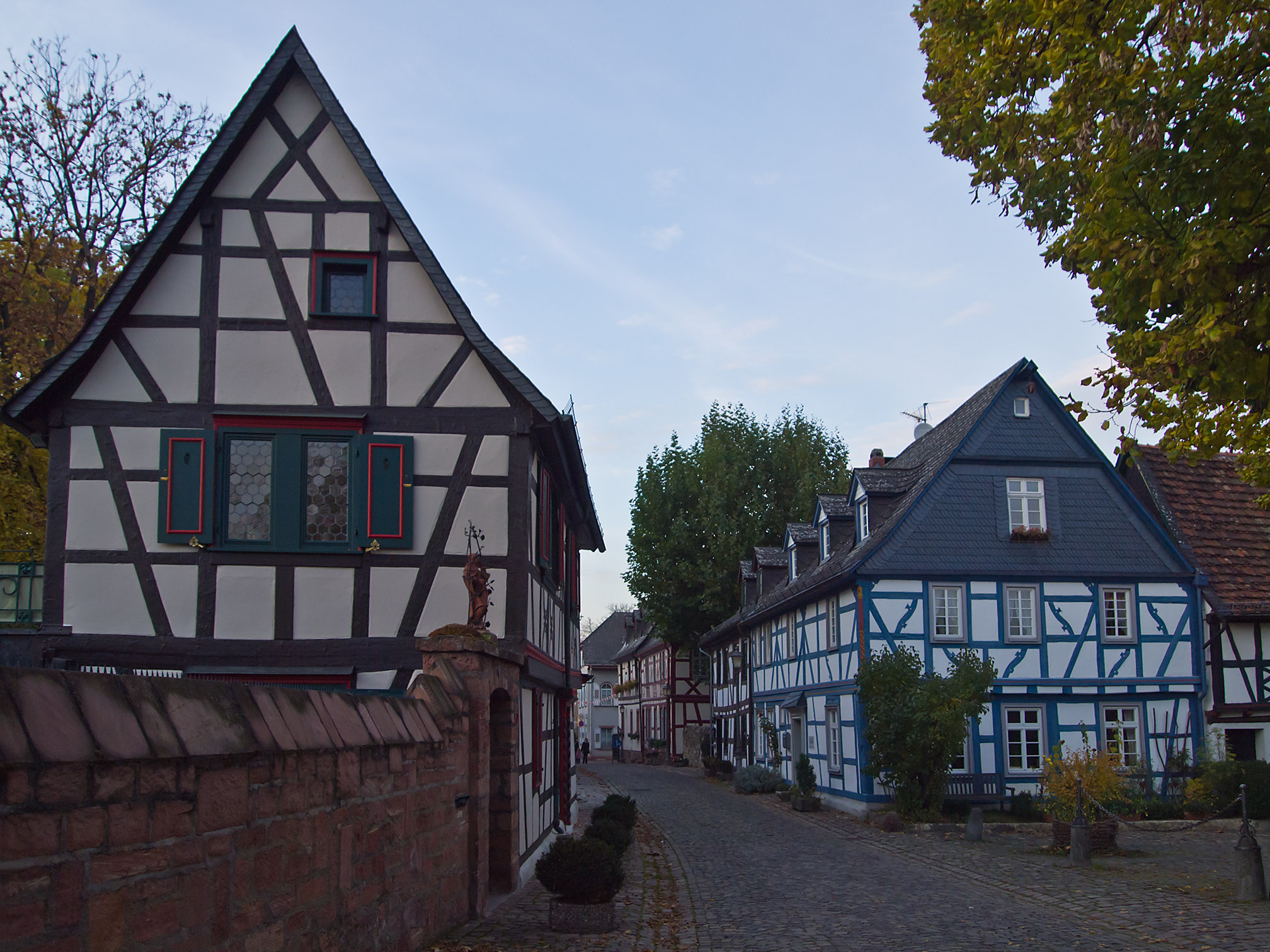
木組み建築が並ぶエルトヴィレのブルク通り

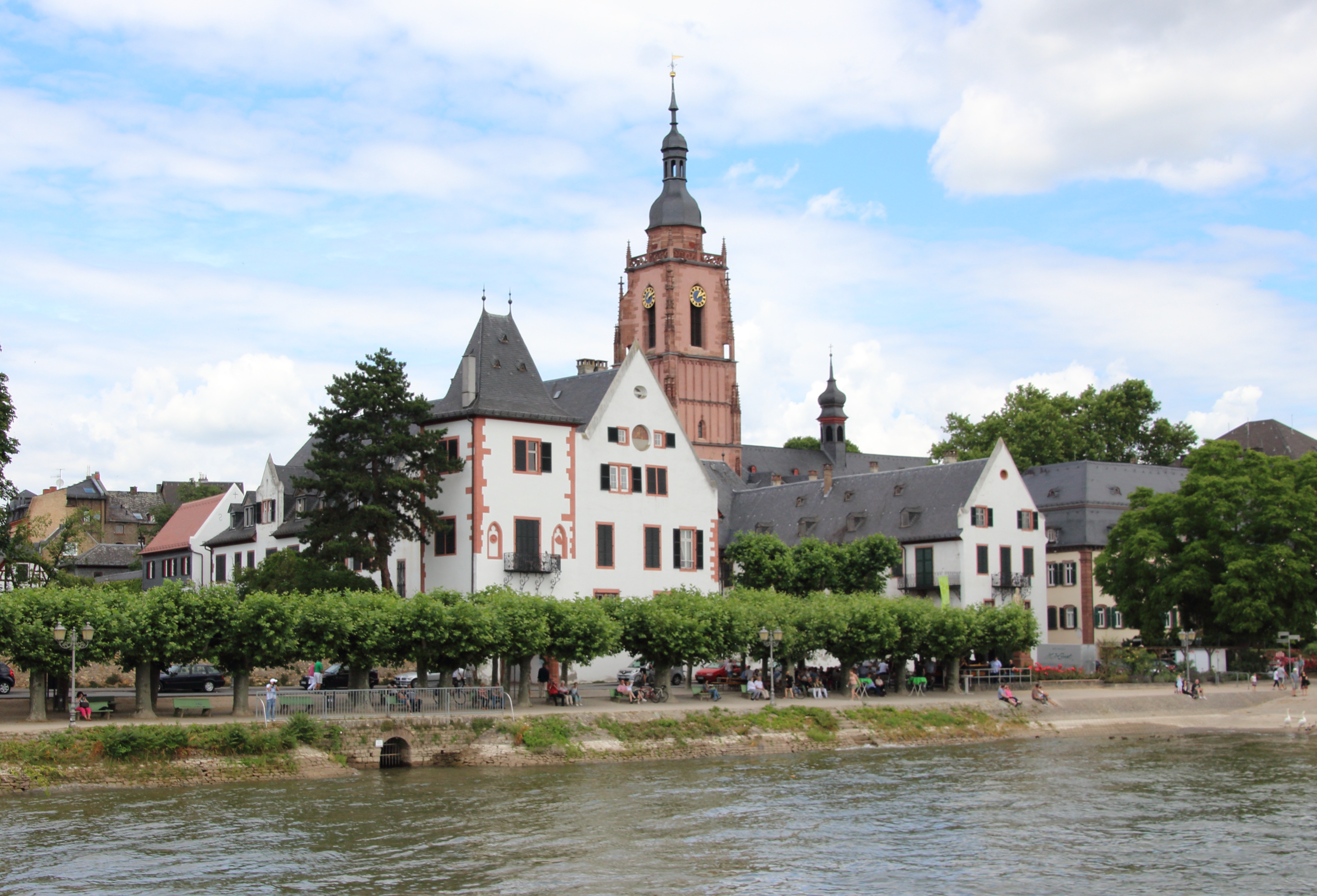
エルツァー・ホーフ

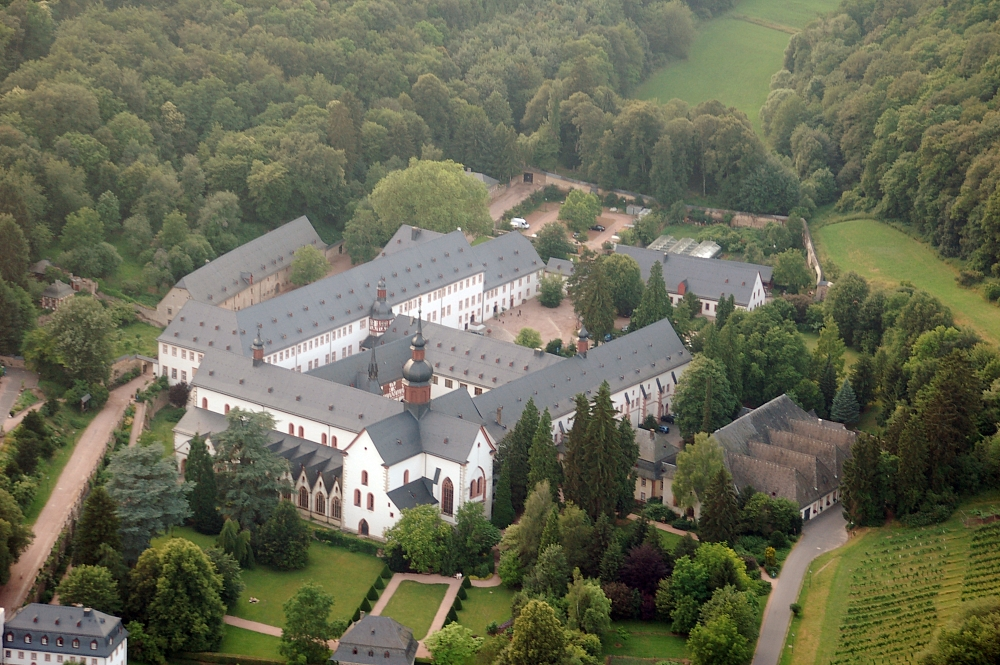
エーバーバッハ修道院

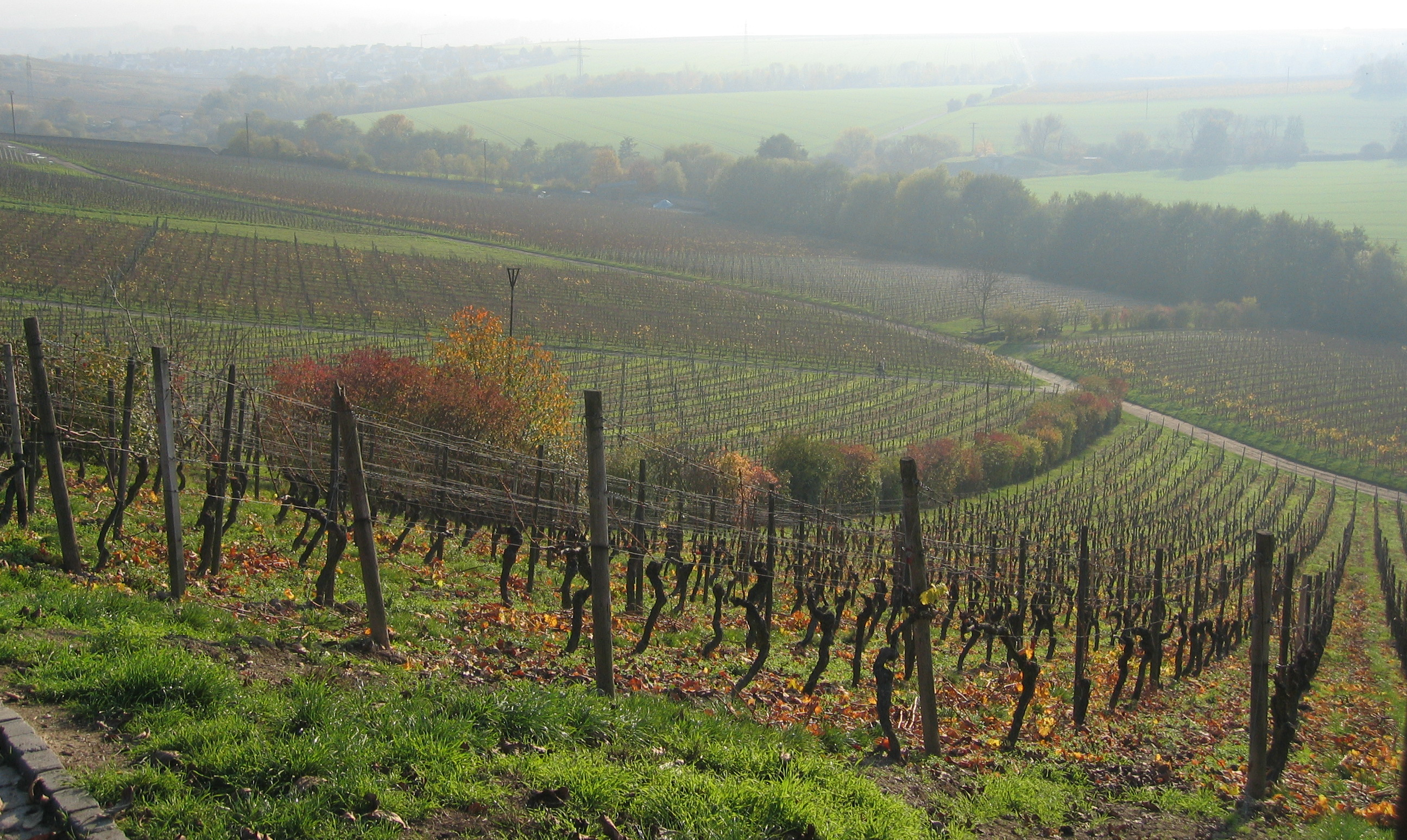
シュタインベルクのブドウ畑

### 建築
- 14世紀の選帝侯の城
- 14世紀の聖ペーターおよびパウル教区教会
- 都市防衛施設の遺構
- 16世紀および18世紀の木組み建築
- クラス城
- 本市最大の貴族の館エルツァー・ホーフ。1629年からエルツ伯の所有であった。主館は1580年頃に建設され、後期ゴシック様式の特徴を現在も幾分か遺している。この館は1774年にバロック様式に改築された。付属ブドウ園は1976年に連邦道拡張のために売却された。
- シュトックハイマー・ホーフは2018年までラングヴェルト・フォン・ジンメルン男爵の伝統豊かなラングヴェルト・フォン・ジンメルン・ブドウ園の本部であった。
- ゼバスティアンス塔
- 戦争記念碑
- シトー会エーバーバッハ修道院（ドイツ語版、英語版）
- 15世紀の聖マルクス教区教会（エアバッハ）
- 19世紀のエアバッハのヨハネス教会
- 聖ヴィンツェンティウス教区教会（ハッテンハイム）
- 聖ゼバスティアンおよびラウレンティウス教会
- 聖マルティン教会、かつてマルティンスタールのカトリック教区教会であった。
- ラインハルツハウゼン城
- シュタインベルクのブドウ畑、ドイツ全土で有名なブドウ畑である。

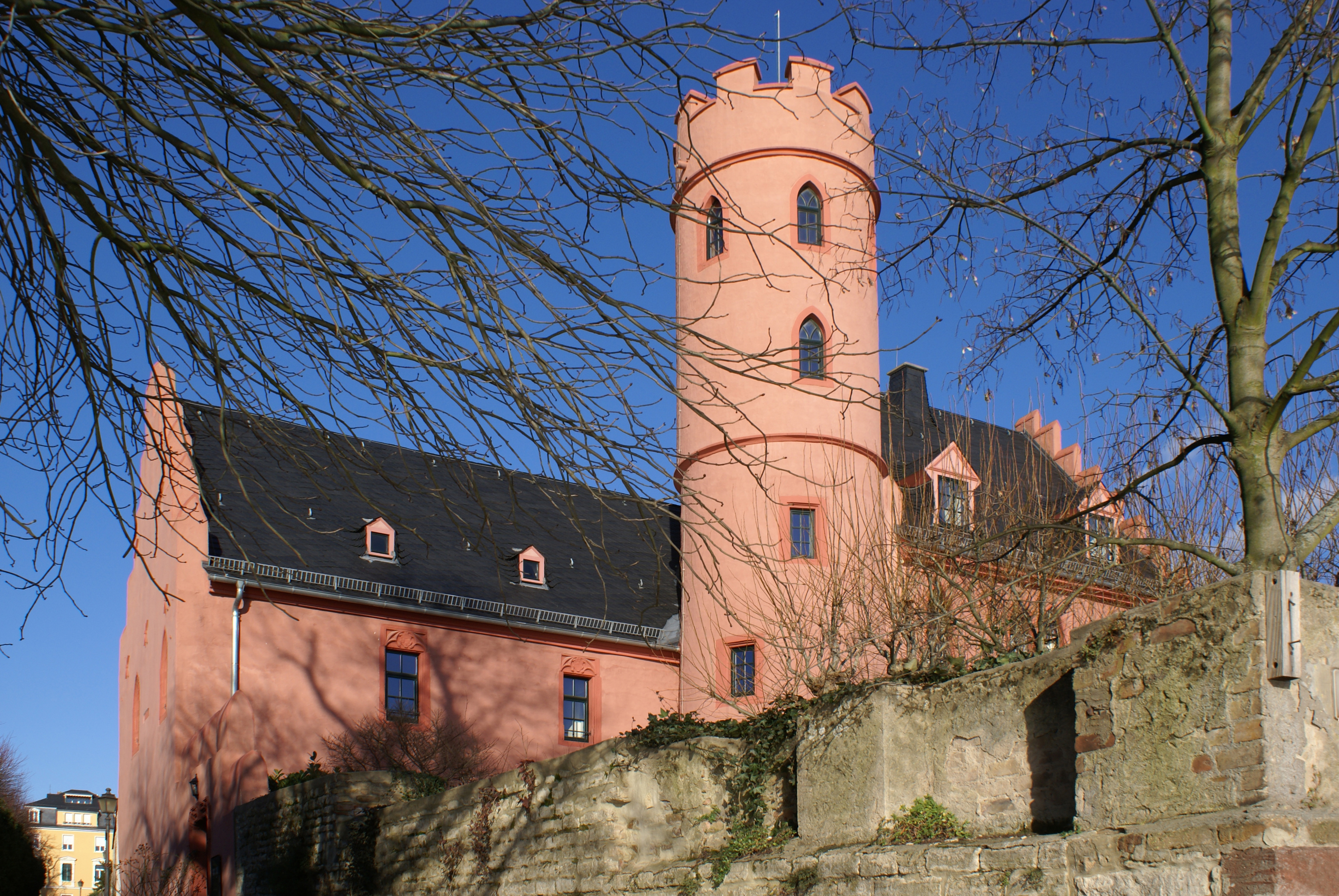
クラス城
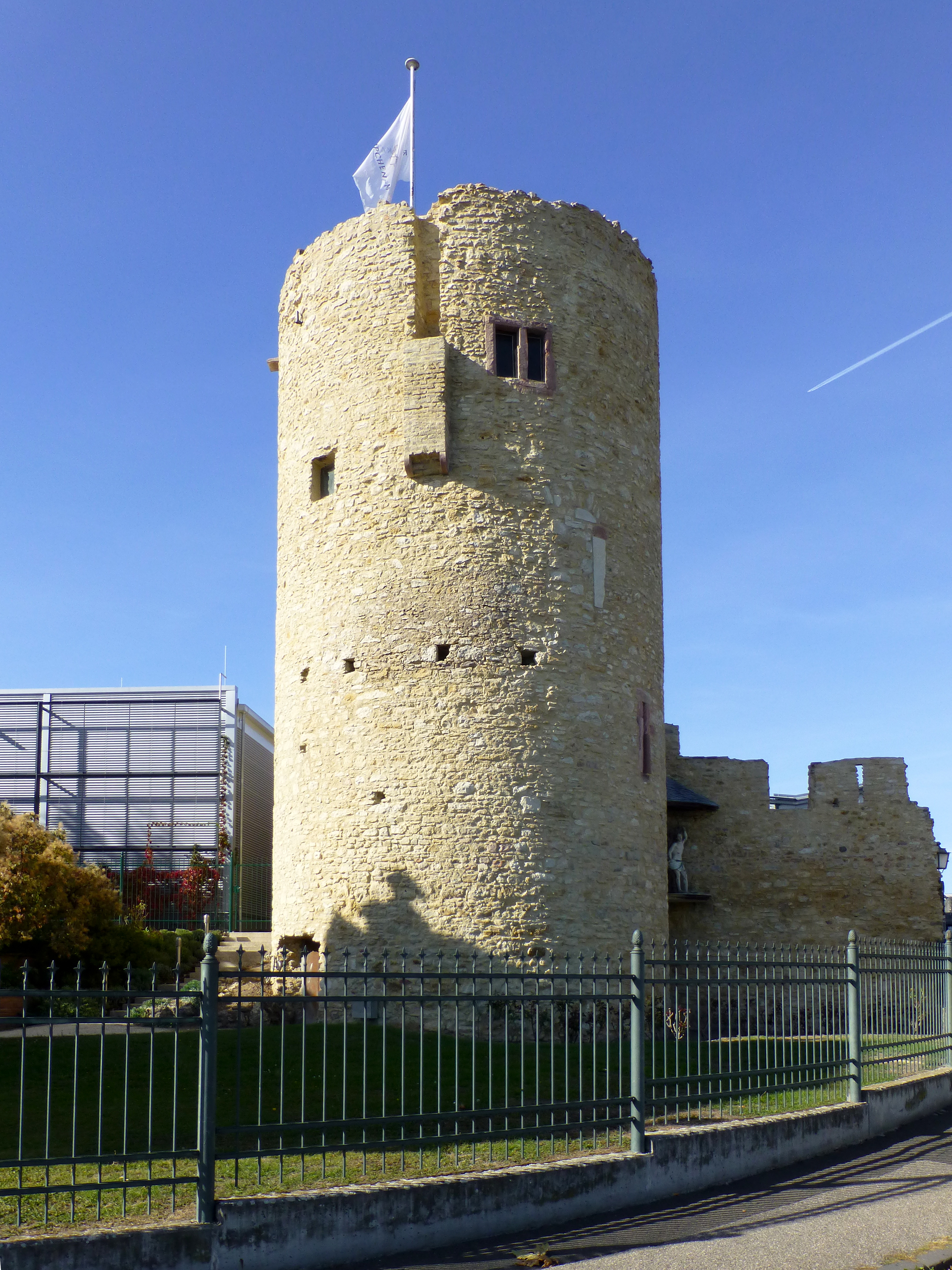
ゼバスティアンス塔
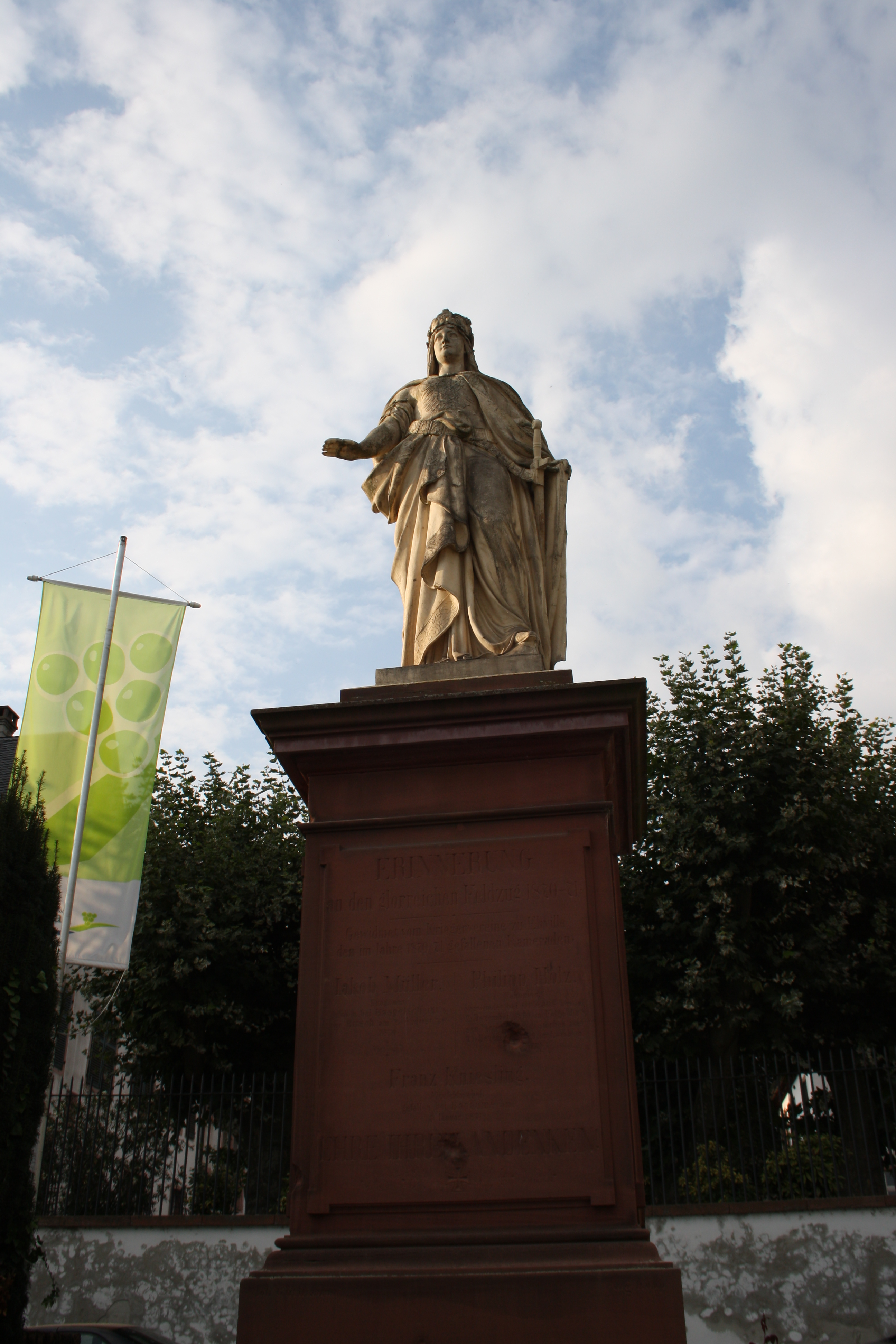
エルトヴィレの戦争記念碑
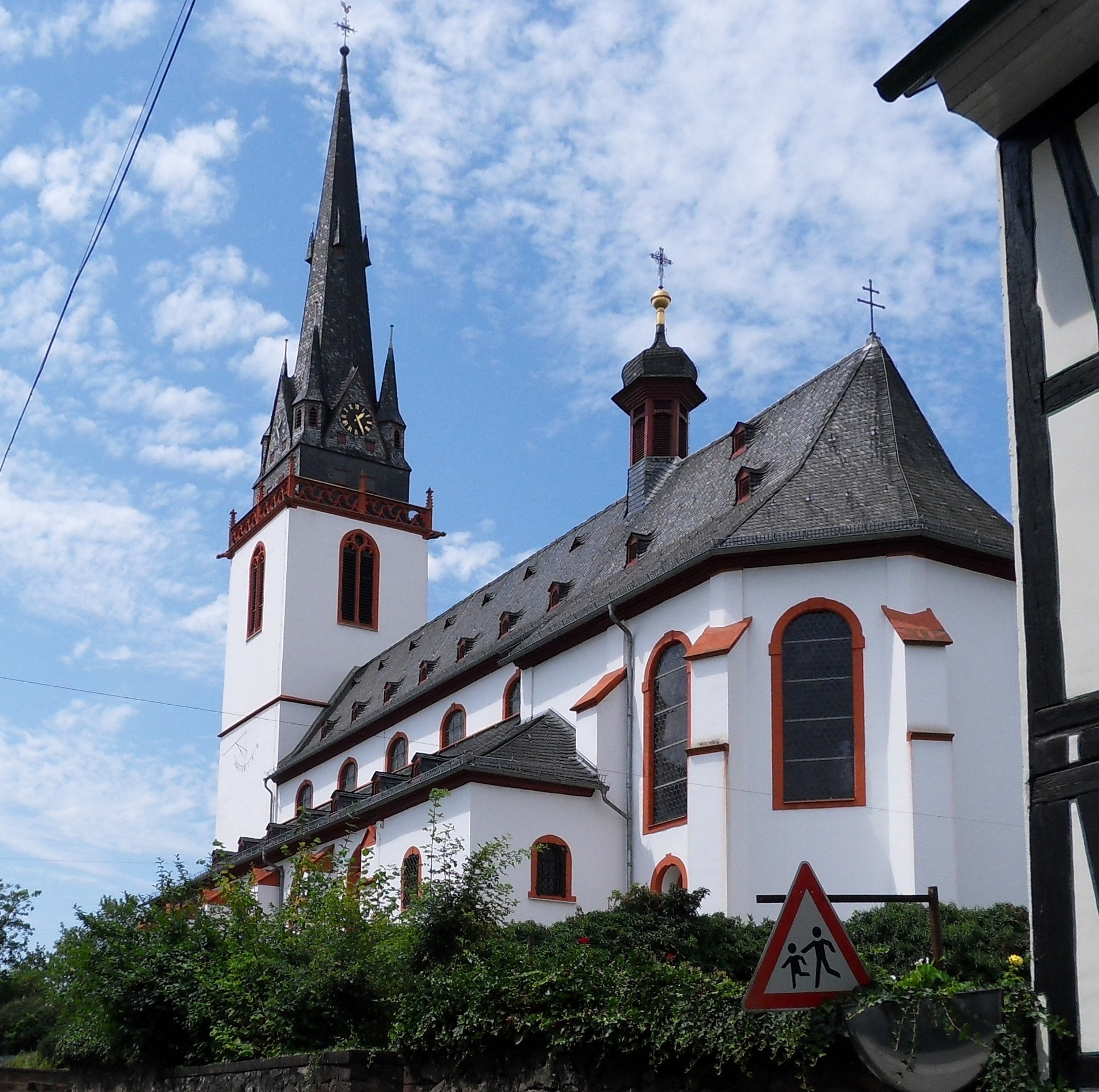
エアバッハの聖マルクス教会
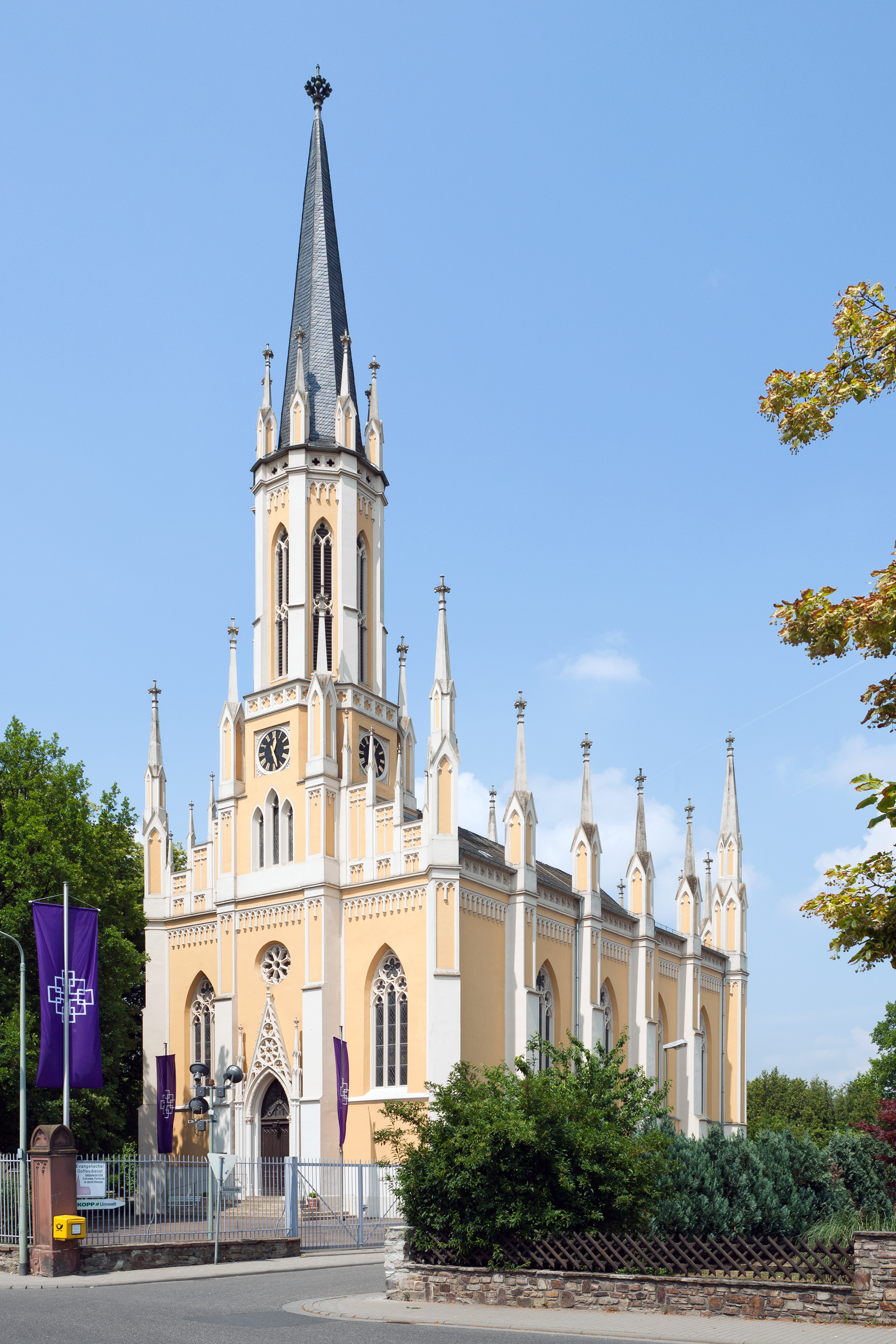
エアバッハのヨハネス教会
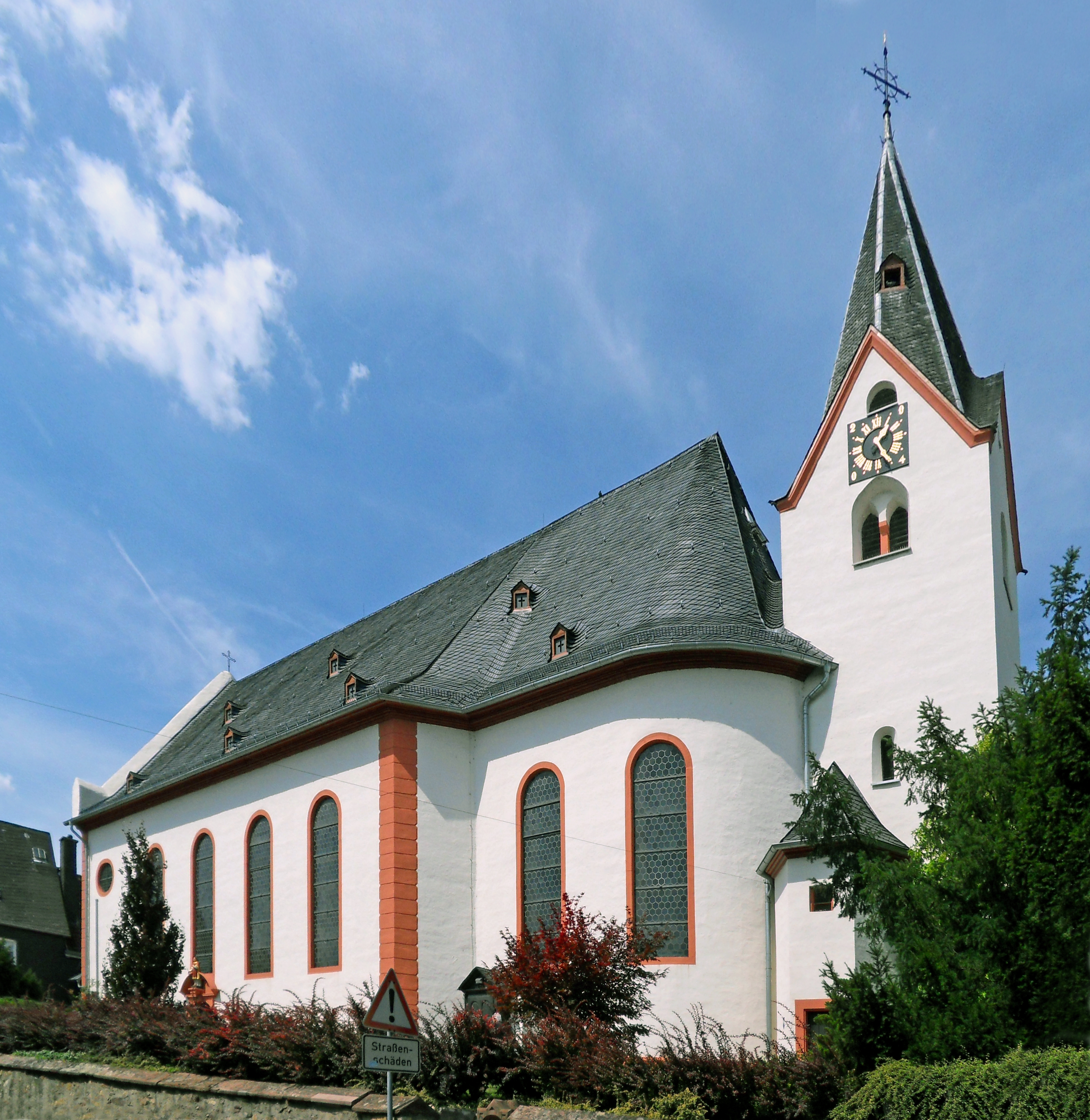
ハッテンハイムの聖ヴィンツェンツァ教会
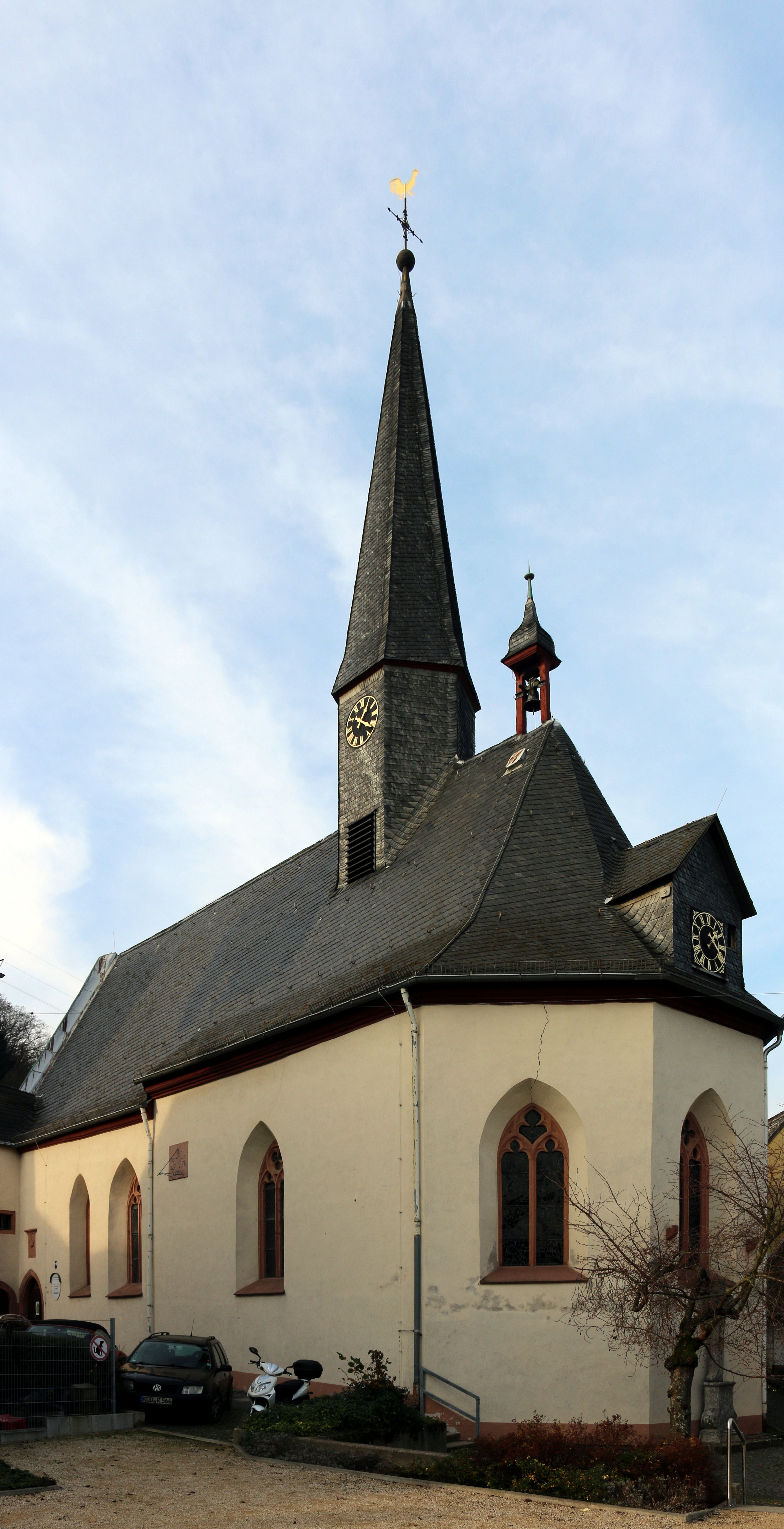
聖ゼバスティアンおよびラウレンティウス教会
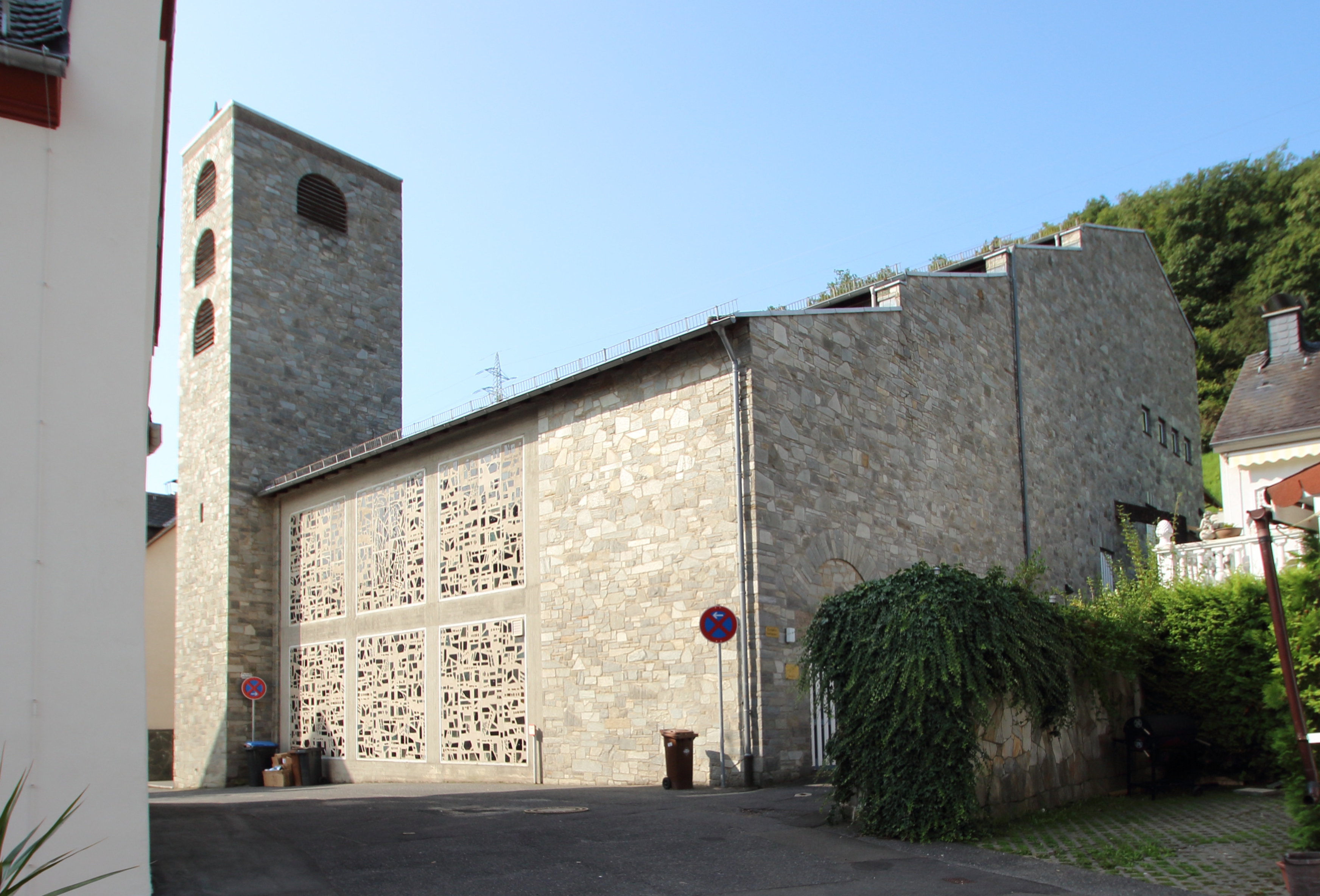
聖マルティン教会

### 年中行事
- エルトヴィレのグーテンベルクの冬 - 毎年1月から2月
- ナルキッソス市 - 毎年復活祭の2週前の土曜日
- ラインガウのグルメ週間およびワインの試飲ができるワインセラー開放日 - 4月末/5月初め
- ゾネンベルク・ホイスヒェンの聖霊降臨祭 - エルトヴィレを眼下に望みながら、屋台とおしゃべりの3日間
- エルトヴィレのバラの日々 - 毎年6月第1週末
- エアバッハのイチゴ祭 - 毎年6月中旬
- エルトヴィレ・スパークリングワイン祭 - 毎年7月第1週末
- マルティンスタールのワイン祭 - 7月第2週末
- ラインガウ音楽祭 -夏
- ラウエンタールのワイン祭 - 8月の第2または第3週末
- ブルクホーフシュピール（直訳: 城の庭での演劇祭） - 夏
- 職人市 - 毎年9月の第1日曜日
- エルトヴィレのカッペスケルプ/ブドウ収穫祭 - 毎年11月第1週末
- ラインガウ杯（テコンドーの競技会） - 毎年11月中旬
- エルトヴィレの音楽の冬 - 毎年11月中旬から4月末の木曜日
- 旧市街の通りで行われる「クリスマスの明かり」 - 第1アドヴェントから公現祭（1月6日）まで
- 大きなアドヴェントカレンダー - メディアテークの24枚の窓がアドヴェントカレンダーになる（毎日17時に開けられる）
- 旧市街のクリスマスマーケット - 12月の第2週末
- ラインガウのオールドタイマー・ピクニック - 4月、5月、7月、9月、10月に開催される。

## 経済と社会資本

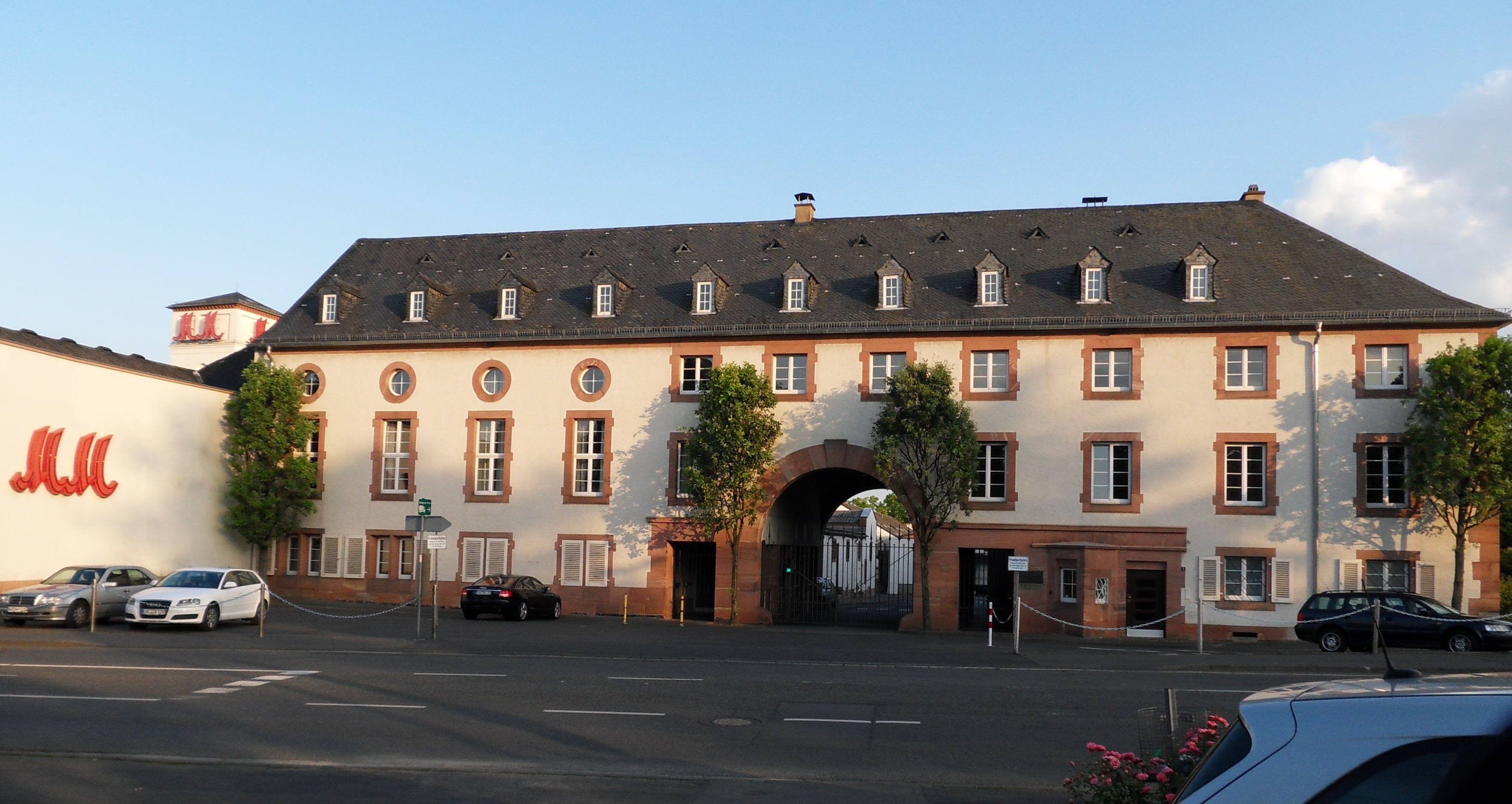
マテウス＝ミュラー・ゼクトケレライ本社

### 経済と観光業
エルトヴィレは観光開発がなされており、数多くのワイナリーやワイン居酒屋で楽しむことができるワインやスパークリングワインの生産で知られている。ユニークなのは、主要なワイナリーの共同体で製品の比較をできるようにしたエルトヴィラー・ヴィノテークである。これはラインガウでは唯一の地区ヴィノテークであり、ドイツでも数少ない例の1つである。エルトヴィレは、ロートケプヒェン＝ムン・ゼクトケレライエンに属すマテウス＝ミュラー・ゼクトケレライ（商標 MM）、ヘッセン州立ワイナリー・クロスター・エーバーバッハ、スパークリングワイン製造業者のシュロス・ヴォークスの本社所在地である。また、ラインガウ最大の工業系雇用主ジャン・ミュラー電子技術工業の本社もこの街にある。
エルトヴィレは、1988年から「ローゼンシュタット」（バラの街）を名乗っている。これによりバラは「特徴的な町の構成要素」となった。輝く赤いバラ「シュタット・エルトヴィレ」は1990年に育種家のハンス・ユルゲン・エーファースによって創られ、城のバラ園でいくつも見ることができる。日本人育種家の田頭数蔵は、この街への訪問を記念して、自分が開発した品種の1つを「シェーネス・エルトヴィレ」（美しきエルトヴィレ）と名付けた。
エルトヴィレは、その市区とともにドイツ木組みの家街道のステーションとなっている。

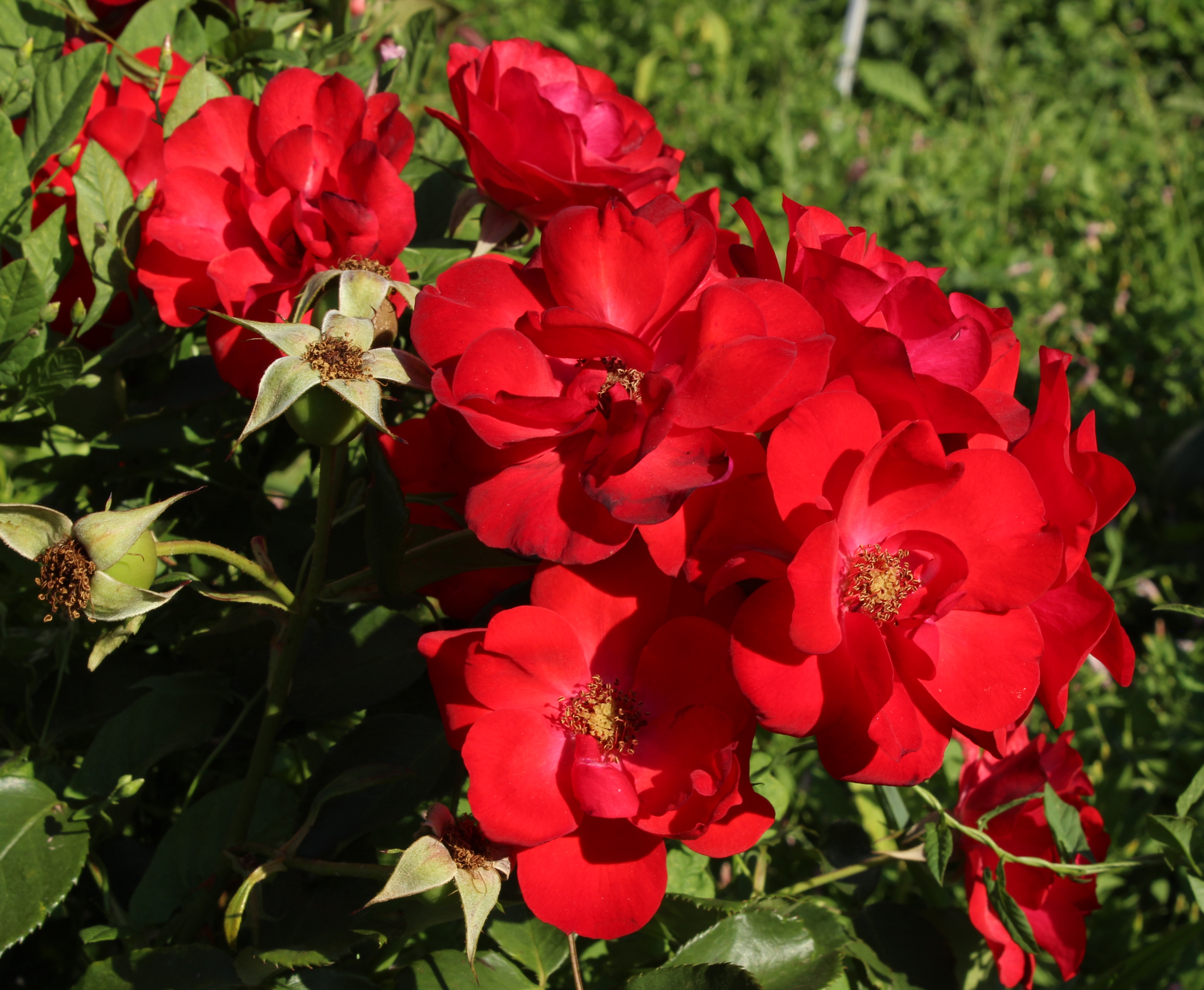
バラ「シュタット・エルトヴィレ」
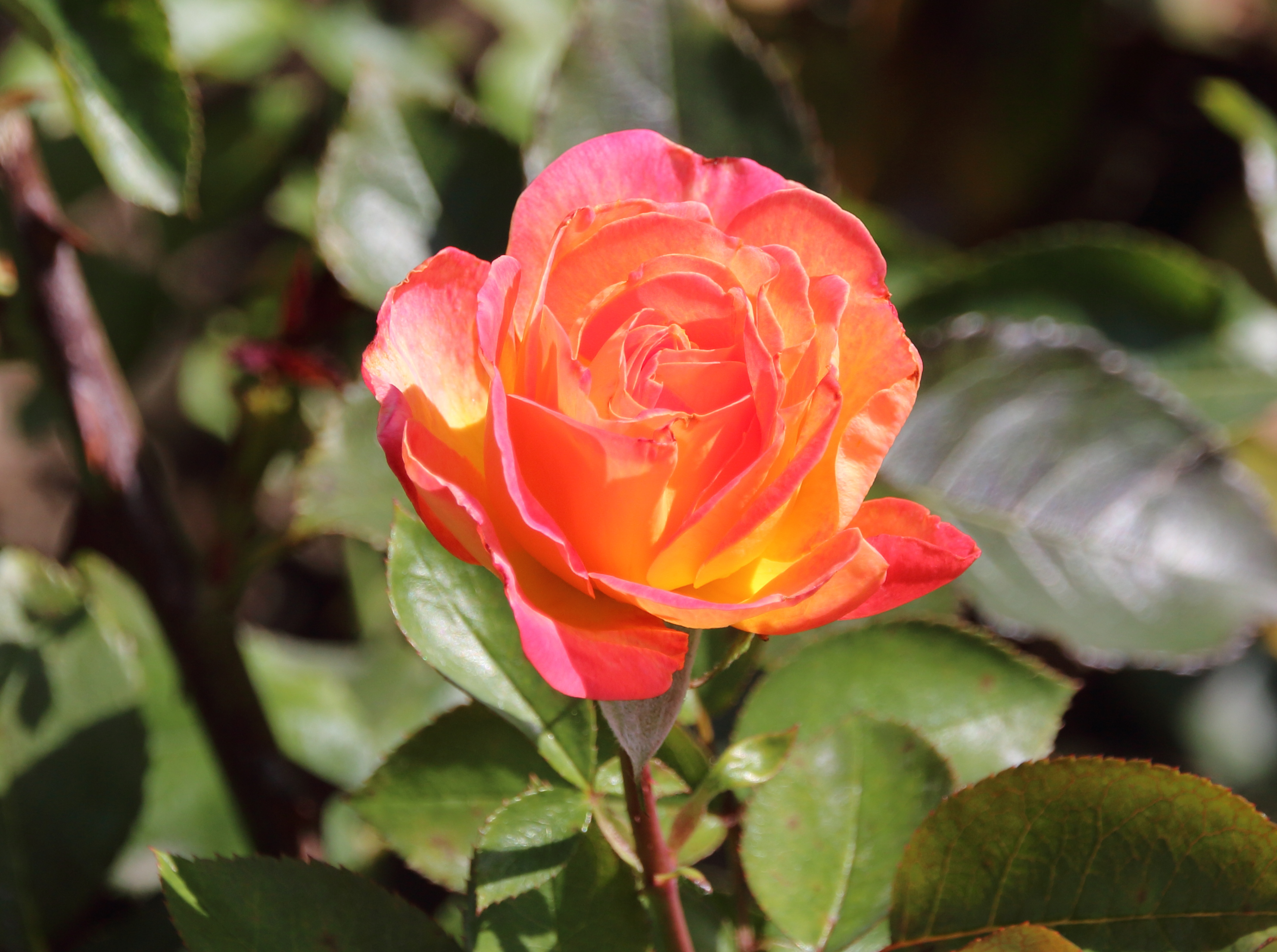
バラ「シェーネ・エルトヴィレ」

### 自転車道
市内をヘッセン広域自転車道 R3号線（ライン＝マイン＝キンツィヒ自転車道）の別ルート R3a号線が通っている。これは主にラインガウアー・リースリング・ルートを経由している。R3号線はライン川、マイン川、キンツィヒ川沿いに延びており、フルダを経由してレーン山地のタンに至る。ライン川の岸辺を、総延長約 1230 km におよぶライン自転車道も通っている。この自転車道は、スイスのアルプス山中オーバーアルプ峠に近いライン川水源地付近から、ロッテルダム近郊の河口まで、5つの国を通る。

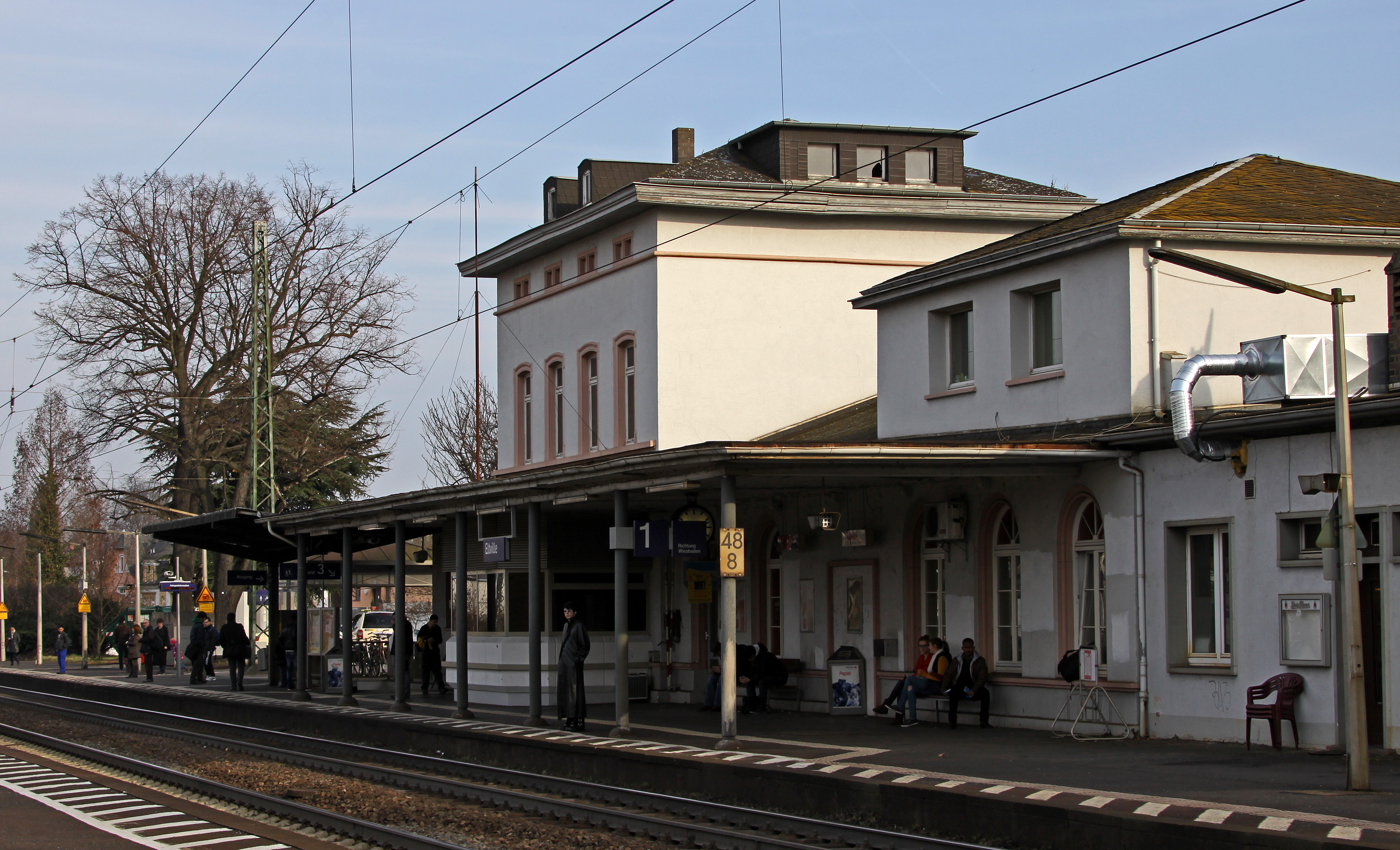
エルトヴィレ駅

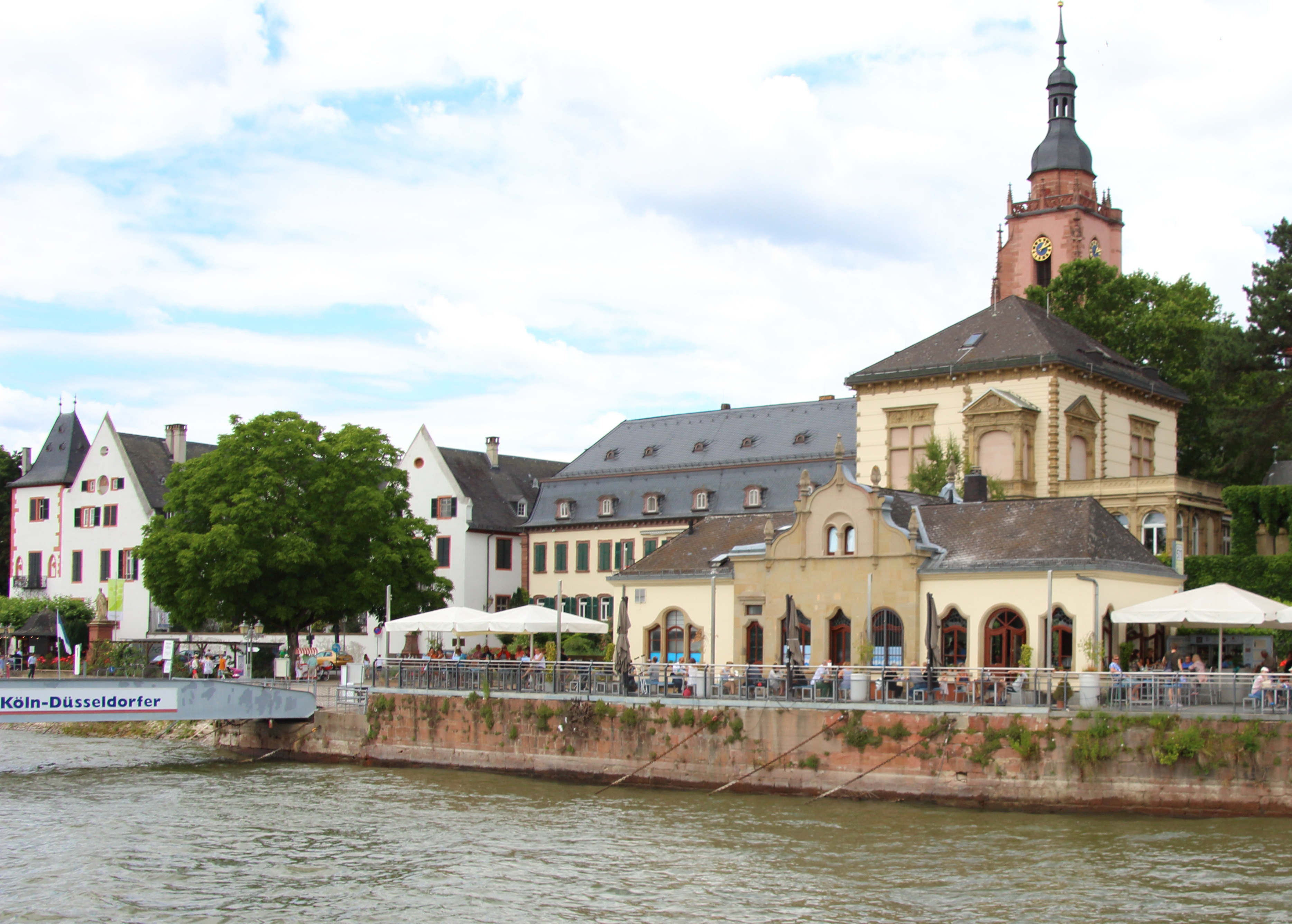
ケルン＝デュッセルドルフ＝ライン定期船の船着き場

### 交通
市内を連邦道 B42号線が通っている。この道路は連邦アウトバーン A66号線から継ぎ目なくつながって西に向かう。この道路は、3つのインターチェンジ（エルトヴィレ北、中央、西）を有するアウトバーン仕様に拡張されたバイパス道路として中核市区北側のブドウ畑の中を通っており、南に曲がってエルトヴィレとエアバッハとの間のライン河畔で4車線に拡充された区間が終了し、ここからさらに西に方向を転じて続く。これにより、エアバッハとハッテンハイムは、交通量の多い、自動車専用道路によってライン川の河畔から隔てられている。エルトヴィレのライン川河畔で同様の乱開発を防ぐために、エーリヒ・カピッツケは1958年に「エルトヴィレ＝ヴァルファー・ライン河畔景観保護協会」を設立した。何十年にもわたって、エルトヴィレのライン川沿いの道路に替わる様々な案が検討された結果、1989年に現在の北バイパス道路が完成した。
B42号線がA66号線に移行する付近から、やはり交通量の多い連邦道 B260号線が北に向かって分岐している。この道路はマルティンスタール市区を貫いて、バート・エムスおよびナッサウ (ラーン)方面へ向かう。この道路は、エルトヴィレと郡庁所在地のバート・シュヴァルバッハとを結んでいる。
この街は、フランクフルト・アム・マインからヴィースバーデンやコブレンツを経由してノイヴィートに至るライン川右岸のドイツ鉄道沿いのライン＝マイン交通連盟に加盟しており、エルトヴィレ、エアバッハ、ハッテンハイムに駅がある。この路線を、Vias社のFlirt型気動車によるラインガウ線 RB10 およびラインガウエクスプレス RE9 が運行している。ライン河畔には、ケルン - デュッセルドルフ・ライン定期船のための施設をはじめ、多くの船着き場がある。

### 教育施設
- フライヘル＝フォム＝シュタイン＝シューレ（エルトヴィレ市区の基礎課程学校）
- グーテンベルク＝シューレ（エルトヴィレ市区の実科学校）
- ギムナジウム・エルトヴィレ（エルトヴィレ市区）
- ゾネンブルーメンシューレ（エアバッハ市区の基礎課程学校）
- ヴァルトバッハシューレ（ハッテンハイム市区の基礎課程学校）
- オトフリート＝プロイスラー＝シューレ（ラウエンタールの基礎課程学校）

## 人物

### 出身者
- ヴィルヘルム・クライス（ドイツ語版、英語版）（1873年 - 1955年）建築家
- フランツ・ヨーゼフ・ユング（1949年 - ）政治家。国防大臣（2005年 - 2009年）、労働・社会大臣（2009年）を務めた。
- アンドレアス・ショル（ドイツ語版、英語版）（1967年 - ）カウンターテナー歌手

### ゆかりの人物
- ヨハネス・グーテンベルク（1400年頃 - 1468年）1465年1月17日に、当時エルトヴィレの選帝侯の城に住んでいたマインツ選帝侯アドルフ（ドイツ語版、英語版）に宮廷貴族として召し抱えられた。おそらくグーテンベルクの指導下でベヒテルミュンツ兄弟がエルトヴィレに小さな印刷所を設立した。この印刷所は1467年にラテン語辞書 Vocabularius ex quo を出版した。この印刷所は、トマス・アクィナスの Summa de articulis fidei も出版している（1472年）。エルトヴィレは書籍出版の揺籃の地の1つとなった。城の塔にはグーテンベルクを記念するコーナーが設けられている。グーテンベルクの兄のフリーレ・ゲンスフライシュは1434年から1447年に亡くなるまでエルトヴィレに住んだ。ゲンスフライシュ＝ハウスは現在も城のすぐ隣にある。
- ジェニファー・ブラウン（ドイツ語版、英語版）（1991年 - ）歌手。エルトヴィレ在住。